# Piratenpartei Deutschland
Die Piratenpartei Deutschland (Kurzbezeichnung: Piraten, Eigenschreibweise: PIRATEN) ist eine am 10. September 2006 in Berlin gegründete deutsche politische Partei. Die Kleinpartei versteht sich in Anlehnung an die schwedische Piratpartiet als Partei der Informationsgesellschaft, ist Teil der internationalen Bewegung der Piratenparteien und Mitglied der europäischen Piratenpartei sowie der Pirate Parties International.

## Inhaltliches Profil

### Überblick

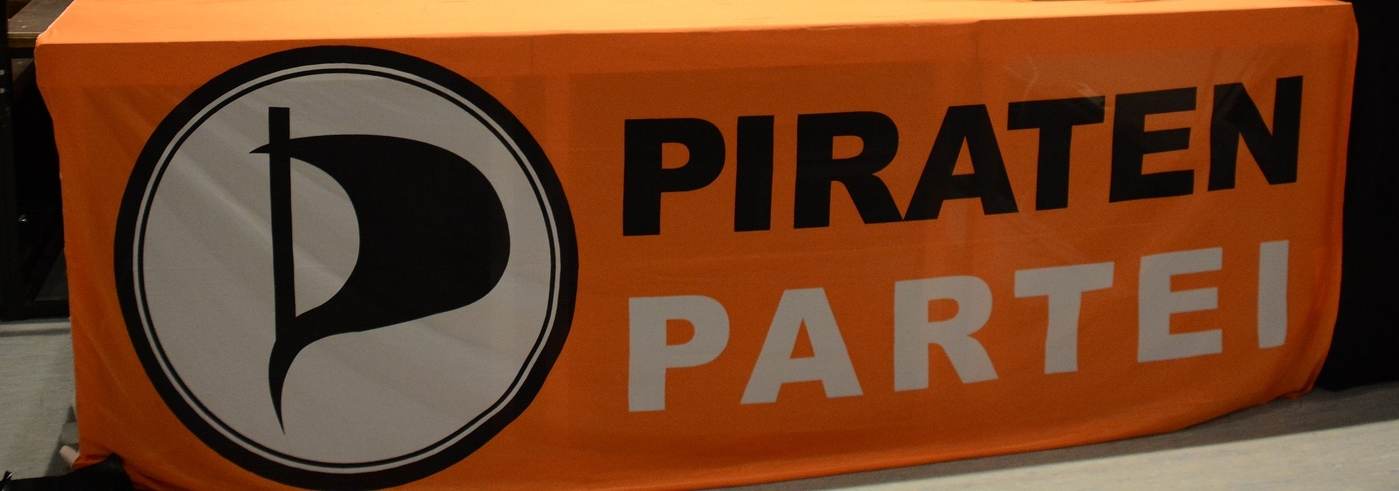
Parteifahne

Die Piratenpartei war ursprünglich eine Ein-Thema-Partei. Ihre Gründung war durch die schwedische Piratenpartei und die Filesharing-Plattform Pirate Bay motiviert und sie zählt zur internationalen Piratenbewegung. Schon in der Gründungsversammlung 2006 wurde der Protest auf die Bearbeitung der Netzpolitik durch die etablierten Parteien, auf den Abbau von Privatsphäre und Datenschutz und grundsätzlich auf die hergebrachte Form der Politik ausgeweitet. Durch diese Schwerpunktsetzung wurde der Charakter einer Protestpartei angelegt.
Ob die Piratenpartei sich grundsätzlich auf einige Kernthemen konzentrieren oder aber ein Vollprogramm anbieten solle, wurde schon auf der Gründungsversammlung zugunsten der Befürworter eines Vollprogramms entschieden. Kritik, die Piratenpartei biete zwar eine Plattform, aber keine oder kaum Inhalte, wurde dadurch verstärkt, dass sich ihre Funktionäre meist weitgehend auf Organisation und Kommunikation der aktuellen Beschlusslage beschränken. Trotz mangelnder inhaltlicher Klarheit besteht innerhalb der Piratenpartei eine klare Vorstellung von politischer Partizipation durch Transparenz, Basisorientierung, Kompetenz und Pragmatismus.

### Politikverständnis
Das Neue an der Piratenpartei war ihr Verständnis von der Funktionsweise der politischen Prozesse. Von zentraler Bedeutung war in der Frühzeit der Partei die Idee einer Liquid Democracy, d. h. einer „Verflüssigung“ des Prozesses der politischen Willensbildung. Ansatzpunkt der Kritik ist die Macht, die Abgeordnete innehaben, sobald sie nach einer politischen Wahl für vier oder fünf Jahre ein Mandat erhalten haben, welche sie in den Augen führender Piraten zu „auf Zeit gewählten Oligarchen“ macht. In diesem Bild wird das Theorem des „Ehernen Gesetzes der Oligarchie“ aufgegriffen, wonach Apparate wie politische Parteien im Laufe der Zeit eigene Interessen anstelle derer der Bürger verfolgen.
Folgerichtig sind von den Piraten digitale Formen der direkten Demokratie entwickelt worden, die der Möglichkeit eines schnellen Informationsflusses im Computerzeitalter Rechnung tragen sollen. Insbesondere mit der Software LiquidFeedback wurden in der Frühzeit der Partei große Hoffnungen verbunden. Lange Zeit benutzten die Piraten innerhalb des Parteienspektrums in Deutschland als einzige Verfahrensansätze wie das Delegated Voting.
Die SPD-nahe Friedrich-Ebert-Stiftung lobte 2012 den „frischen Wind, den sie [die Piraten] in die Politik tragen“, stellte allerdings zugleich fest, dass „sie sich vor allem als Atomwaffentestgelände der Demokratieforschung zur Verfügung“ stellten. Durch ihr Plädoyer für digitalisierte Abstimmungen gerieten laut FES die Piraten in ein „Partizipations-Transparenz-Dilemma“: Ihre drei wichtigsten Grundwerte: politische Transparenz, politische Partizipation und Datenschutz, wollten sich in dieser Trias nicht zusammenfügen. Man könne zwar politische Transparenz und Datenschutz durchaus zusammendenken. Die Voraussetzung dafür aber sei, dass es eine klare Grenze zwischen „Politiker“ und „Bürger“ gäbe. Diese Trennung entfalle aber in der Liquid Democracy.
An dieser Stelle wird der Unterschied der programmatischen Ausrichtung deutlich: Während die SPD auch langfristig von einer Fortführung einer traditionellen, menschlich-sozial geprägten Demokratie der Delegaten ausgeht, strebt die Piratenpartei grundsätzlich eine stärkere Mitbestimmung der Bürger durch basisdemokratische Mitbestimmung unter Nutzung digitaler Abstimmungsplattformen an („mehr Demokratie wagen“ – „dieses Betriebssystem braucht ein Upgrade“). So wäre es langfristig durchaus denkbar, eine Software als Kern freier Selbstbestimmung der Menschen in Form von Open Source transparent und verifizierbar bereitzustellen. Die Privatsphäre der Menschen hingegen ließe sich etwa durch Anonymisierung des einzelnen Mandanten (Wählers) sowie ggf. auch des ausübenden Mandatsträgers (Abstimmungen im Vorstand, auf Versammlungen, im Schiedsgericht) mittels kryptographischer Verfahren im Ergebnis nahezu vergleichbar schützen. Neben digitalen Formaten (eLearning) wird in der Praxis oft auch Papier eingesetzt (learning by doing).
Die Partei sieht sich als Teil einer internationalen Bewegung zur Mitgestaltung des von ihr als „digitale Revolution“ umschriebenen Wandels zur Informationsgesellschaft. Auch wenn die Netzpolitik den Identitätskern der Partei bilde, sei sie programmatisch mehr als eine reine Interessenvertretungspartei der „Digital Natives“ und charakterisiere sich selbst als sozial-liberal-progressiv.

### Parteiprogramm
Das Grundsatzprogramm proklamiert, dass aus Sicht der Piratenpartei Deutschland im Zuge der digitalen Revolution aller Lebensbereiche durch eine alles durchdringende Vernetzung der Gegenstände des Alltages, die Allgegenwärtigkeit rechnergestützter Informationsverarbeitung und die Entwicklung hin zur Verwertbarkeit von Informationen im Web durch Computer die Würde und die Freiheit des Menschen in erhöhtem Maße gefährdet würden. Dies geschehe zudem in einem Tempo, das die gesellschaftliche Meinungsbildung und die staatliche Gesetzgebung ebenso überfordere wie den Einzelnen selbst. Gleichzeitig schwänden die Möglichkeiten dahin, diesen Prozess mit demokratisch gewonnenen Regeln auf der Ebene eines einzelnen Staates zu gestalten.
Manfred Güllner von Forsa analysierte im Oktober 2011: „Dabei sind die Piraten keine ‚Ein-Punkt-Partei‘, sondern deshalb für viele attraktiv, weil sie anders als die Grünen die Breite der realen Welt verkörpern und ohne konkretes Programm Optimismus verbreiten und Fortschritt in Gesellschaft und Politik verheißen.“
Die Piratenpartei sieht sich wie alle Piratenparteien als Teil einer internationalen Bewegung und zielt daher nicht auf eine bestimmte Bevölkerungsgruppe. In Massenmedien wird beschrieben, die Piratenpartei vertrete primär die Anliegen der so genannten „Generation C64“ und der Digital Natives.
Das vollständige Parteiprogramm, das zuletzt auf dem 1. Hybriden Bundesparteitag 2021 (in Bad Homburg und Brandenburg) verändert wurde, findet sich im Wiki der Piratenpartei.
Im Detail fordern Grundsatzprogramm und Wahlprogramm der Piratenpartei Deutschland folgende Punkte:

#### Stärkung der Bürgerrechte
Die Piratenpartei setzt sich für den Erhalt und die Stärkung der Bürgerrechte im Allgemeinen ein, die nach Ansicht der Partei zunehmend eingeschränkt werden. Die Sicherung des Fernmeldegeheimnisses sei ein wichtiger Grundpfeiler zum Erhalt der Demokratie. Das Fernmeldegeheimnis sei unter anderem durch die Einführung der Vorratsdatenspeicherung bedroht. Jeder Mensch habe eine Privatsphäre, die frei von Überwachung bleiben müsse. Es dürfe keine Bewegungsprofile, keine staatlichen Übergriffe, keinen Lauschangriff und keine Rasterfahndungen geben. Die Kontrolle der Geheimdienste solle verbessert werden.
Eine Filterung des Internets seitens staatlicher Stellen wird abgelehnt, da dies langfristig zu Zensur und damit letztlich zum Verlust des Rechtsstaats führe. Dafür setzt die Partei sich für „Löschen statt Sperren“ ein, um Internetkriminalität zu bekämpfen.
Die Einführung einer besseren Datensicherheit und Sicherung der Privatsphäre wird angestrebt. Betroffene sollen über die Verarbeitung ihrer personenbezogenen Daten durch staatliche und privatwirtschaftliche Stellen grundsätzlich selbst bestimmen dürfen. Biometrische Pässe, die elektronische Gesundheitskarte (eGK) und RFID sollen neu überdacht werden: Dadurch seien Datenschutz und Privatsphäre gefährdet. Der Ausbau der Videoüberwachung an öffentlichen Plätzen solle gestoppt werden, da er nur scheinbare Sicherheit vermittle und eine Verschwendung von Steuergeldern darstelle.

#### Transparenz des Staatswesens

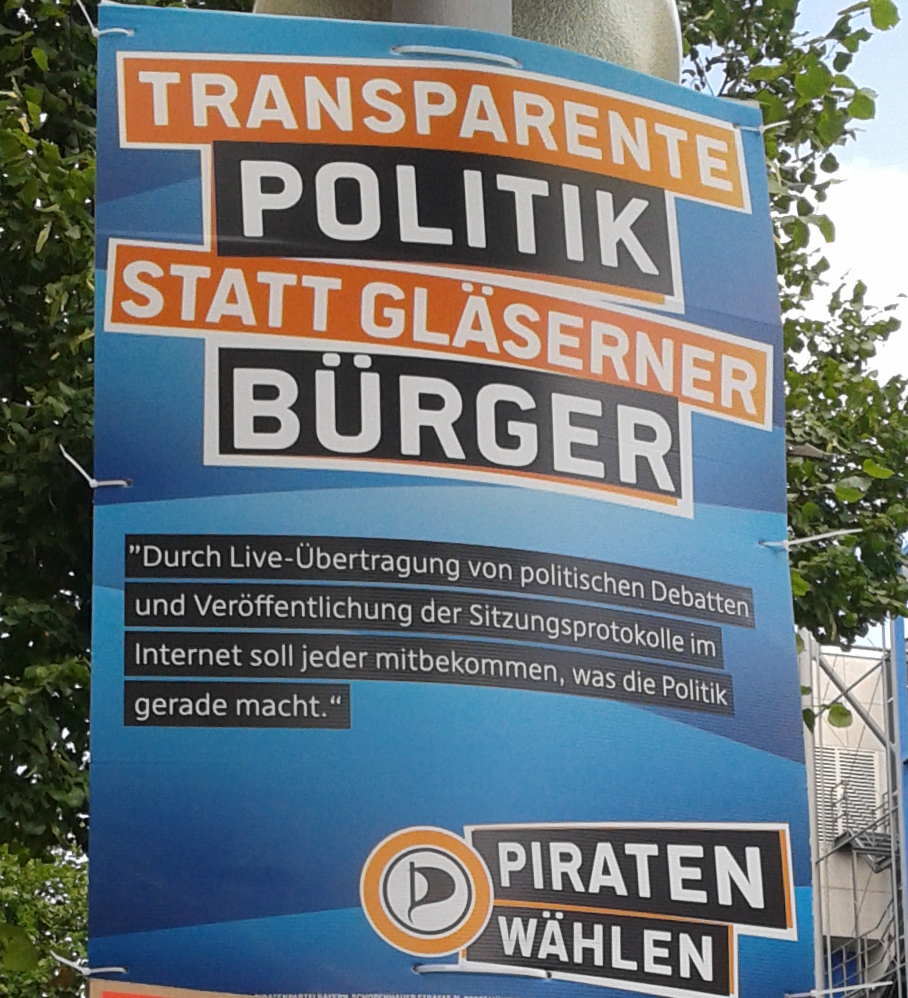
Plakat zur Bundestagswahl 2013

Stärkere Transparenz auf allen politischen und betrieblichen Ebenen führe allgemein zu weniger Korruption. Jeder Bürger sollte nach Ansicht der Partei im Sinne der Informationsfreiheit das Recht haben, sich bei der Verwaltung über deren Tätigkeit zu informieren. Ausnahmen werden nur da befürwortet, wo Datenschutzrechte anderer Bürger betroffen sind. Zudem will die Piratenpartei Amtsträger besser kontrollierbar machen. Wahlcomputer sollten verboten werden, da Vorwürfe bezüglich möglicher Manipulationen nicht ausgeräumt worden seien. Durch den Einsatz von Wahlcomputern würden Wahlen aus Sicht der Partei außerdem ihre Transparenz verlieren.
Die Piratenpartei spricht sich für eine eindeutige, aber den Schutz-Erfordernissen der Beamten entsprechende Nummern-Kennzeichnung von Polizisten aus, wie sie jüngst in Berlin eingeführt wurde, um so im Falle von Fehlverhalten die entsprechenden Personen identifizieren zu können.
Whistleblower müssen nach Meinung der Partei stärker geschützt werden.

#### Patent- und Urheberrecht
Die Piratenpartei möchte das Urheberrecht an veränderte Rahmenbedingungen anpassen und dabei das Verhältnis zwischen Urheber und Verbraucher neu gewichten. Dadurch solle der freie Austausch von Wissen und kreativen Werken gefördert werden.
Durch die technischen Fortschritte sei die freie Kopierbarkeit von digital vorliegenden Werken ein Faktum. Daher sollten „die Chancen der allgemeinen Verfügbarkeit von Werken erkannt und genutzt werden“. Dies schränke nicht die Interessen der Urheber ein, vielmehr existierten bereits „eine Vielzahl von innovativen Geschäftskonzepten“, welche die freie Verfügbarkeit zum Vorteil der Urheber nutzen und Urheber unabhängiger von bestehenden Marktstrukturen machen könnten. Die Piratenpartei stehe dabei im Austausch mit Künstlern und suche ihn aktiv.

„Daher fordern wir das nichtkommerzielle Kopieren, Zugänglichmachen, Speichern und Nutzen von Werken nicht nur zu legalisieren, sondern explizit zu fördern, um die allgemeine Verfügbarkeit von Information, Wissen und Kultur zu verbessern, denn dies stellt eine essentielle Grundvoraussetzung für die soziale, technische und wirtschaftliche Weiterentwicklung unserer Gesellschaft dar.“

Die Piratenpartei Deutschland fordert „ein Recht auf Privatkopien und ein Ende der Kriminalisierung von Tauschbörsennutzern“. Durch den einseitigen Druck der Musikindustrie sei das Urheberrecht zu Gunsten der Verwertungsgesellschaften verschärft worden. Dies habe dazu geführt, dass große Bevölkerungsteile kriminalisiert werden. Der urheberrechtliche Schutz für Werke endet siebzig Jahre nach dem Tod des Urhebers. Dies habe nichts mehr mit dem ursprünglichen Sinn des Urheberrechts zu tun, sondern führe zu einer künstlichen Verknappung des Angebots an Wissen. Dadurch profitiere die Verwerterindustrie auf Kosten der Bürger. Daher fordert die Piratenpartei eine „drastische Verkürzung“ der Schutzfristen von urheberrechtlich geschützten Werken; im Gegenzug solle die Kultur vielfältiger gefördert werden. Auch sollen verbraucherfeindliche Behinderungen der Kopierbarkeit, wie sie nach Meinung der Piratenpartei durch digitale Rechteverwaltung entstehen, abgeschafft werden. Ein Wahlspruch der Piratenpartei lautet „Freier Zugang zu Wissen für alle“. Dies gelte insbesondere für Schulen und Universitäten. Nach Aussage der Piratenpartei könne ohne die engen Schranken des Urheberrechts Wissen effektiver vermittelt werden. Sie wolle so verhindern, dass Wissen zu einem Luxusgut wird.
Die Patentierbarkeit solle reduziert werden, insbesondere in den Bereichen Software, Gentechnik und Geschäftsideen, da dies in einigen Fällen bereits zu absurden Patenten geführt habe und grundsätzliche Zweifel an den positiven Effekten dieser Patente bestünden. Die Piratenpartei Deutschland fordert eine Reform des Patentsystems, da dieses nicht nur Innovation stärker behindere als schütze, sondern auch Monopole schaffe mit entsprechender (oft negativer) Wirkung auf die Märkte (Preise, Beschäftigte) und vor allem auf kleine Unternehmen. Außerdem würden Patente zunehmend rein zum Zwecke der Zugangsbeschränkung für andere auf einen Markt genutzt und nicht mehr zur direkten Verwertung beziehungsweise Amortisation einer getätigten Investition. Damit würde der eigentliche Sinn und Zweck des Patentrechts ins Gegenteil verkehrt. Das Patentrecht schütze so weniger geistiges oder/und kreatives Eigentum, sondern diene in der Hauptsache der Absicherung von Machtpositionen großer Firmen.

#### Bildung und Wissenschaft
Die Partei setzt sich für eine an Lernzielen statt an Lernplänen orientierte Bildungspolitik ein, wozu laut Meinung der Piraten auch Medienkompetenz gehört. Eine Hauptforderung der Partei besteht in einem grundsätzlich freien und kostenlosen Zugang zu sämtlichen Bildungseinrichtungen. Dies umfasst sowohl die frühkindliche Bildung als auch die Forderung nach umfassender Lernmittelfreiheit in den Schulen und die Ablehnung von Studiengebühren. Darüber hinaus fordert die Partei eine Demokratisierung des Bildungssystems sowie eine Ausrichtung des Systems auf individuellere Unterstützung und Förderung. Sie sieht den freien Zugang zu Information und Bildung als ein Recht, das jeder Mensch besitze. Hauptanliegen institutioneller Bildung sei demnach die Unterstützung des Einzelnen „bei der Entwicklung zur mündigen, kritischen und sozialen Person“. Freier Zugang zu Bildung und Information sei aber auch eine wichtige wirtschaftliche Ressource, da „nur durch den Erhalt, die Weitergabe und die Vermehrung von Wissen Fortschritt und gesellschaftlicher Wohlstand auf Dauer gesichert werden“ könnten.
Im Bereich der wissenschaftlichen Lehre und Forschung fordert die Partei für jedermann kostenfreien Zugang (Open Access) zu Ergebnissen von Forschung und Entwicklung, die vom Staat durch Steuergelder finanziert wurden. Dadurch soll jedem Bürger ermöglicht werden, am von ihm finanzierten wissenschaftlichen Fortschritt unmittelbar teilzuhaben.
Damit die gesamte Bevölkerung am Wissens- und Technologiefortschritt der Gesellschaft teilhaben kann, setzen sich die Piraten für den flächendeckenden Ausbau einer schnellen und zeitgemäßen Internetinfrastruktur ein.

#### Gesundheits- und Sozialpolitik

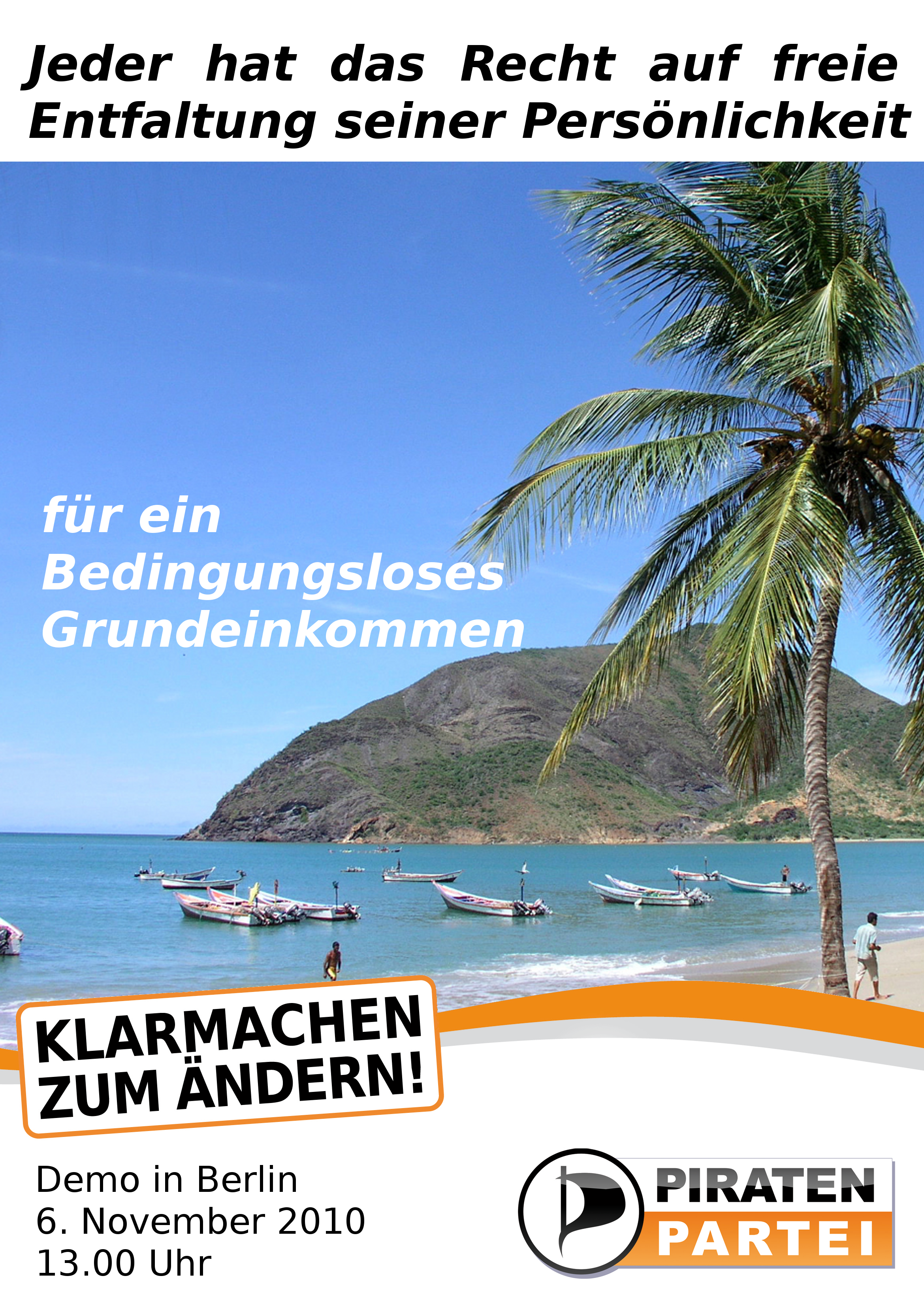
Plakat anlässlich der Demonstration zum Bedingungslosen Grundeinkommen der Piratenpartei Deutschland am 6. November 2010, Berlin

Die Piratenpartei setzt sich für Lösungen ein, die eine sichere Existenz und gesellschaftliche Teilhabe individuell und bedingungslos garantieren und dabei wirtschaftliche Freiheit erhalten und ermöglichen. Nach Ansicht der Partei ist dies in einer Geldwirtschaft nur durch ein Einkommen möglich, dieses soll jedem ohne direkte Gegenleistung zugesichert werden (bedingungsloses Grundeinkommen). Der so gewährte persönliche Spielraum komme letztlich allen zugute. Er erleichtere zudem das ehrenamtliche Engagement und ermögliche es in vielen Fällen erst. Zur sozialpolitischen Ausrichtung betont das Programm: „Wir wollen Armut verhindern, nicht Reichtum.“
Die freie Selbstbestimmung von geschlechtlicher und sexueller Identität bzw. Orientierung solle respektiert und gefördert werden. Fremdbestimmte Zuordnungen zu einem Geschlecht oder zu Geschlechterrollen werden abgelehnt. So soll beispielsweise die Erfassung des Merkmals „Geschlecht“ durch staatliche Behörden genauso wie der Zwang zu geschlechtseindeutigen Vornamen abgeschafft werden. Auch solle die eingetragene Partnerschaft für alle Formen der Partnerschaft geöffnet werden, auch von mehr als zwei Personen. Die eingetragene Partnerschaft soll der Ehe rechtlich komplett gleichgestellt werden.
Die Piratenpartei sieht Drogenverbote als gescheitert an. Sie will sie durch eine Suchtpolitik ersetzen, die sie mit den Schlagworten „ideologiefreie Aufklärung“, „Hilfen für Risikokonsumenten“, „Schutz von Nichtkonsumenten“, „Jugend- und Verbraucherschutz“, „Eigenverantwortung“ und „Genusskultur“ umschreibt. Sie erhebt den Anspruch, eine solche Suchtpolitik beruhe auf wissenschaftlichen Fakten. So forderte die Piratenpartei 2011 auf dem Bundesparteitag in Offenbach die Freigabe aller Drogen für Erwachsene.

#### Innenpolitik
Die Partei setzt sich für eine auf Nachhaltigkeit ausgerichtete Umweltpolitik und erneuerbare Energien ein.
Die Partei sieht eine „Entwicklung der Europäischen Union zu einer vollständigen Wohnsitz-Freizügigkeit“, der auch die sozialen Sicherungssysteme Rechnung tragen müssen. So gehören etwa Angebote zum Spracherwerb und eine kulturelle Vielfalt „zu dieser Entwicklung zwangsläufig dazu“. Die Piratenpartei wende sich daher gegen Rassismus und biologistische Weltbilder sowie gegen Ausgrenzung, Segregation und Diskriminierung. Sie wende sich gegen Ideologien, „die ganzen Bevölkerungsgruppen kollektive Hegemoniebestrebungen unterstellen, um die angebliche Notwendigkeit eines Kampfes der Kulturen zu propagieren“. Beispiele seien „Antisemitismus und Islamhass“. Neben Arbeitsmigration soll auch Asyl vor Verfolgung und Krieg sichergestellt werden.

#### Wirtschaftspolitik
Lange Zeit war die Wirtschaftspolitik eine große Leerstelle, was allen voran an der nicht gewollten Positionierung im Links-Rechts-Spektrum lag – in den aktuellen Programmen wurde diese Lücke jedoch gefüllt. Neben der nachdrücklichen Forderung eines bedingungslosen Grundeinkommens kann man aus dem Parteiprogramm aber eine prinzipielle Befürwortung der sozialen Marktwirtschaft herauslesen. Ebenso wird betont, dass Wirtschaftspolitik nicht gleich Wachstumspolitik sei.
Systemkritische, gar revolutionäre wirtschaftspolitische Vorstellungen finden sich, laut Felix Neumann im von Oskar Niedermayer herausgegebenen Buch Die Piratenpartei, nicht im Parteiprogramm.

#### Außenpolitik
In ihrem Programm zur Außenpolitik heißt es, dass die Welt sich sowohl technologisch als auch geopolitisch rasant verändert. Ein rasanter Wandel hin zu einer multipolaren Welt sowie ein immer schnellerer technologischer Wandel bedeutet neue Chancen und Herausforderungen. Ziel der Piratenpartei Deutschland ist es, diesen Wandel programmatisch vorausschauend zu begleiten und mitzugestalten. Die Piratenpartei Deutschland setzt sich für eine offene, transparente und nicht-konfrontierende Außenpolitik ein.
In der Außenpolitik sagt die Piratenpartei, dass internationale und transnationale Organisationen aufgewertet, gestärkt und demokratisiert werden sollen, um auch in unruhigen Zeiten einen fairen Ausgleich zwischen den Nationen zu erreichen. Sie setzt sich für eine gemeinsame demokratisch legitimierte europäische Außen- und Sicherheitspolitik ein. Verteidigungspolitik soll durch gemeinsames Handeln mit Partnern und Verbündeten Stabilität schaffen und die Sicherheit in Europa stärken.
Zwischenstaatliche wie auch asymmetrische Konflikte will sie laut Grundsatzprogramm möglichst mit friedlichen Mitteln lösen und den Einsatz von militärischer Gewalt vermeiden, da die Probleme damit nicht langfristig gelöst werden können. Laut Grundsatzprogramm sei aufgrund der Nähe der Piraten zu neuen Technologien und moderner Kommunikation – wie vor allem dem Internet – der Partei intensive Beschäftigung mit dem Phänomen der digitalen Kriegsführung wichtig. Die schädliche Nutzung von Technologien und ziviler Infrastruktur durch Digitale Waffen möchte sie effektiv bekämpfen. Durch Aufklärung und den Aufbau gemeinsamer europäischer Kompetenzen soll eine gute Verteidigung gegen Angriffe von außen und innen geschaffen werden. In diesem Sinne setzt sich die Piratenpartei für eine Verbesserung der Resilienz kritischer Infrastrukturen ein; diese müsse massiv gestärkt werden.
Sie sagt ferner, dass verhindert werden muss, dass Autokratien Flüchtlinge als Waffe in einem Hybriden Krieg missbrauchen, in Deutschland Unfrieden zu schüren und extreme politische Kräfte zu unterstützen und um eine politische Polarisierung voranzutreiben.
Im Juni 2025 erklärte die Piratenpartei in Reaktion auf den eskalierenden Konflikt zwischen Israel und Iran, dass sie das völkerrechtliche Selbstverteidigungsrecht Israels bestätigt, antisemitische Narrative verurteilt und ihre Solidarität mit der iranischen Zivilgesellschaft und Demokratiebewegung zum Ausdruck bringt. Im Juli 2025 beschloss die Piratenpartei Deutschland auf einem Onlineparteitag eine sicherheitspolitische Neuaufstellung mit Schwerpunkt auf Wehrhaftigkeit, Resilienz und europäischer Kooperation. Der Beschluss umfasst die Anerkennung einer reformierten Bundeswehr als unverzichtbares sicherheitspolitisches Instrument, den Ausbau der europäischen Rüstungsindustrie sowie die Weiterentwicklung einer Resilienzstrategie zum Schutz kritischer Infrastrukturen und zur Abwehr hybrider Bedrohungen. Zudem betont die Partei eine souveräne, demokratisch legitimierte europäische Sicherheitsarchitektur und verfolgt einen dualen Ansatz aus Abrüstung und Abschreckung im Rahmen von EU und NATO.
In einem Grundsatzantrag zu Europa erkennt die Piratenpartei die Bedeutung der europäischen Einigung „für Frieden, Freiheit, Wohlstand und Rechtsstaatlichkeit auf diesem Kontinent“ an. Man sieht sich selbst als transnationale politische Bewegung, deren Kommunikationsraum keine staatlichen Grenzen kennt und somit eine besondere Verantwortung für die Fortentwicklung der europäischen Idee hat. Europapolitische Ziele der Piratenpartei sind eine gemeinsame europäische Verfassung und die Stärkung der Bürgerbeteiligung in politischen Prozessen. Für die Piratenpartei Deutschland ist Europapolitik keine Außenpolitik, sondern Teil der Innenpolitik.

### Positionspapiere
In Positionspapieren sprechen sich die Piraten unter anderem für eine gesetzliche Regelung aus, nach der es jedem möglich ist, zehn Jahre „nach Erstveröffentlichung, Werke lizenzkostenfrei und ohne Genehmigung zu verwenden, zu kopieren, zu ändern, zu fusionieren, zu verlegen, zu verbreiten oder zu verkaufen“. Die UN-Konvention gegen Korruption, die zwar 2003 unterzeichnet, „aber immer noch nicht vollständig in deutsches Recht umgesetzt“ wurde, müsse ratifiziert werden. Weitere Forderungen sind Transparenz und Korruptionsbekämpfung im Gesundheitswesen, der Politik, der öffentlichen Verwaltung sowie der Strafverfolgung.
In der Umwelt- und Energiepolitik lehnt sie die Stromerzeugung durch Kernspaltung ab und will als „Minimalforderung an dem beschlossenen Atomausstieg festhalten“. Lediglich ausreichend sichere kerntechnische Anlagen sollen eine Betriebserlaubnis erhalten, unsicheren Anlagen sei dagegen die Betriebserlaubnis unmittelbar nach Bekanntwerden der Mängel zu entziehen. Ein Flugblatt einer atomenergie-freundlichen Arbeitsgruppe von etwa 20 Piraten erregte im August 2012 parteiintern einiges Aufsehen und war ein Anlass, über Meinungsvielfalt, Meinungsfreiheit sowie interne und externe Kommunikation zu diskutieren. Bei anderen Parteien würden Mitteilungen oder Positionspapiere solcher Arbeitsgruppen einen formellen Vermerk (auch Disclaimer genannt) beinhalten, der besagt, dass sie nicht die Position der Gesamtpartei sind.
Ferner setzen sie sich etwa für eine Neufassung des § 108e StGB zur Abgeordnetenbestechung sowie die Abschaffung des § 173 StGB ein, der den Beischlaf zwischen Verwandten unter Strafe stellt. Die Piratenpartei setzt sich dafür ein, dass die Einschränkungen der Versammlungsfreiheit zurückgenommen werden und diese auf alle in Deutschland lebenden Personen ausgedehnt wird.
In der Europa- und Außenpolitik kritisiert sie die bestehenden „demokratischen Defizite bei der Entstehung des ESM-Vertrags“. Die Piratenpartei setzt sich in einem Appell pro Europa als „Teilmenge einer transnationalen politischen Bewegung dafür ein“, zügig die „notwendigen Strukturen zu schaffen und auszubauen, um unter möglichst breiter Beteiligung aller Mitglieder länderübergreifend gemeinsame politische Positionen erarbeiten und abstimmen zu können“. Die Europäische Union könne in „ihrer gegenwärtigen Form eine demokratische Kontrolle durch ihre Bürger nur unzureichend gewährleisten“ und stoße daher „auf wenig Rückhalt in der Bevölkerung“, da „immer bedeutendere Teile nationaler Souveränität übertragen“ und damit die „Demokratie und mit ihr die europäische Einigung als zentrale kulturelle Errungenschaften schleichend abhanden“ käme. Die Piratenpartei Deutschland verurteilt den russischen Überfall und den russischen Angriffskrieg auf die Ukraine. Die deutsche Piratenpartei sagt, dass der Ukraine mit allen zur Verfügung stehenden Mitteln Unterstützung (z. B. Waffenlieferungen schwerer Waffen) gewährt werden muss.

## Einordnung in das Parteienspektrum
Nach ihrer eigenen offiziellen Einordnung kombiniere die Piratenpartei Standpunkte verschiedener politischer Richtungen, insbesondere eine Bürgerrechtspolitik, die man üblicherweise der politischen Mitte zurechne, mit einer Sozialpolitik, die man üblicherweise als links bezeichne. Eine Einordnung der Partei als Ganzes in eine politische Richtung lehnt die Partei daher ab; sie bezeichnet sich als sozialliberale Bürgerrechtspartei.
Inhaltlich hat die Piratenpartei Überschneidungen mit sehr verschiedenen Parteien. Die Piratenpartei Deutschland war bislang an keiner Regierung beteiligt, so dass es bislang auch keine bevorzugten Koalitionspartner gibt. Überlegungen, nach der Landtagswahl in Schleswig-Holstein am 6. Mai 2012 ein Regierungsbündnis aus SPD, Grünen und SSW (die sogenannte Dänen-Ampel) zu tolerieren, wurden letztendlich nicht umgesetzt. Die Piratenpartei suchte auch bei der Wahl des deutschen Bundespräsidenten 2017 zunächst Gespräche mit SPD, Grünen und den Linken für einen gemeinsamen Kandidaten, diese Gespräche blieben jedoch erfolglos.
Auf kommunaler Ebene bestehen jedoch mehrere Fraktionen und Fraktionsgemeinschaften mit unterschiedlichen Partnern.
Auf europäischer Ebene existiert eine Fraktionsverbindung mit den Grünen, seit Christian Engström von der schwedischen Piratpartiet nach seinem Einzug in das Europaparlament der Fraktion Grüne/EFA beitrat. Felix Reda, der als deutscher Spitzenkandidat der Piratenpartei 2014 in das Europäische Parlament einzog, wurde stellvertretender Vorsitzender dieser Fraktion. Mit den Europawahlen im Mai 2019 kamen vier Piraten ins Europaparlament, darunter Patrick Breyer für die Piratenpartei Deutschland. Sie schlossen sich erneut mit der Fraktion Grüne/Europäische Freie Allianz zusammen.

## Öffentliche Aufmerksamkeit und parteiinterne Kontroversen

### Genderdebatte
Seit der Parteigründung 2006 kam es mehrmals zu einer Genderdebatte um die Piratenpartei. Diese Debatte wird sowohl innerparteilich als auch von den Medien geführt.
Die Piratenpartei lehnt Geschlechterzuschreibungen ab. Sie verficht eine Postgender-Position, der zufolge das Geschlecht nicht mehr relevant sein soll und die Unterscheidung zwischen den Geschlechtern letztlich aufgehoben werden soll. Deshalb gibt es keine Erhebung des Geschlechts beim Parteieintritt, keine Frauenquote bei Ämterbesetzungen, keine im feministischen Sinn geschlechtergerechte Sprache (etwa durch Verwendung des Binnen-I). Die Partei sieht das generische Maskulinum als geschlechtsneutral an und bezeichnet Mitglieder deshalb laut Satzung grundsätzlich als „Pirat“.
Ausgangspunkt der Debatte ist der sehr geringe Frauenanteil in der Piratenpartei. Dieser ist nicht genau bekannt, wird aber auf etwa 5 bis 15 Prozent geschätzt. Einerseits ist der Anteil weiblicher Kandidaten und Funktionären gering. So waren 2012 im Bundesvorstand 14 Prozent, auf der Ebene der Landesverbände 13 Prozent der Vorstandsmitglieder Frauen. Mehrere Landesvorstände hatten ausschließlich männliche Mitglieder. Andererseits ist nur etwa ein Drittel der Wähler weiblich. Auch wenn der Frauenanteil unter den Wählern deutlich über dem der Parteimitglieder liegt, ist er bei keiner der etablierten Parteien ähnlich gering. Als eine der möglichen Ursachen wird die oft rüde Diskussionskultur in der Piratenpartei, nicht zuletzt in Online-Foren genannt.
Den Anspruch, eine Postgender-Partei zu sein, sahen in einer parteiinternen, nicht-repräsentativen Umfrage nur 6 Prozent der Parteimitglieder absolut erfüllt. Jeweils etwa 12 Prozent äußerten, postgender als Gesellschaftsordnung für nicht erstrebenswert bzw. für unrealistisch zu halten. In Diskussionen wird von Parteimitgliedern häufig die Argumentation vertreten, eine Frauenquote sei die Spitze von Sexismus und Diskriminierung.
Die parteiinterne Genderdebatte erlebte im Februar/März 2010 einen Höhepunkt, als weibliche Parteimitglieder in der Presseerklärung „Klar machen zum gendern“ ein neues Netzwerk namens „Piratinnen“ ankündigten und eine Mailingliste nur für Frauen einrichten wollten. Im April 2012 warfen die Jungen Piraten ihrer Partei in einem offenen Brief Sexismus und Rassismus vor. Dieser Brief entfachte eine erneute Diskussion. Die hitzige, emotional geführte Debatte wurde in beiden Fällen von den Medien aufgegriffen.

### Umgang mit der politischen Rechten
Der Bundesparteitag der deutschen Piratenpartei in Neumünster stellte am 28. April 2012 fast einstimmig fest, dass jede Leugnung oder Relativierung des Holocaust unter dem Deckmantel der Meinungsfreiheit den Grundsätzen der Partei widerspricht.
Seit 2009 wird der Umgang der Piratenpartei mit einzelnen rechtsextremen Mitgliedern und mit rechtsgerichteten Medien aktiv thematisiert. Hintergrund sind innerparteiliche Meinungsverschiedenheiten über die richtige Gewichtung zwischen einer scharfen Abgrenzung vom Rechtsextremismus einerseits und der Betonung der Meinungsfreiheit andererseits.
Nach seinen geschichtsrevisionistischen Äußerungen wurde der Parteifunktionär Bodo T. vom Bundesvorstand seines Amtes enthoben, worauf das zuständige Parteischiedsgericht von Rheinland-Pfalz ein Ausschlussverfahren einleitete, das jedoch laut dem damaligen Bundesvorsitzenden Sebastian Nerz an einem „Formfehler“ scheiterte. Künftig werde man gegen solche und ähnliche Äußerungen vorgehen. Rassismus habe in der Piratenpartei keinen Platz, so Nerz. Nach Informationen von Spiegel Online prüft die Parteispitze wegen späterer Äußerungen T.s einen erneuten Antrag auf Parteiausschluss.
Zuvor wurde bereits thematisiert, dass Andreas Popp als damaliger stellvertretender Bundesvorsitzender der Wochenzeitung Junge Freiheit ein Interview gab. Er entschuldigte sich dafür mit der Begründung, dass ihm das Blatt nicht bekannt gewesen sei, und distanzierte sich von dessen Ausrichtung. Der damalige Bundesvorsitzende Jens Seipenbusch, der dem gleichen Blatt einen persönlichen Fragebogen beantwortete, nahm Popp in einem Blog in Schutz, der in dem Interview „klipp und klar Stellung“ gegen rechte Parteien bezogen habe. Das Presseteam der Partei gab bekannt, man wolle der Jungen Freiheit keine Interviews mehr geben, könne aber daran, dass das Blatt rechtskonservativ sei, nichts Schlimmes finden.
Auch der Umgang mit ehemaligen NPD-Mitgliedern, darunter auch ehemaligen Funktionären, war in der Partei und ihrer Führung umstritten. So plädierte der damalige Bundesvorsitzende Nerz dafür, eine NPD-Mitgliedschaft, wenn sie eine bloße „Jugendsünde“ sei, zu verzeihen und die betroffene Person bei den Piraten zu dulden. Sein Stellvertreter Bernd Schlömer widersprach dem und forderte, ehemalige Mitglieder der NPD generell nicht bei den Piraten aufzunehmen. Die damalige Bundesgeschäftsführerin Weisband wehrte sich dagegen, so etwas als „Jugendsünde“ zu bezeichnen, da es zunächst bagatellisierend klinge. Der Diskussion waren zwei konkrete Fälle vorausgegangen: Der Freisinger Kreisvorsitzende Valentin Seipt, der von 2007 bis 2009 Mitglied der rechtsextremen NPD war, trat 2011 von seinem Amt zurück. Der Spitzenkandidat bei der Landtagswahl in Mecklenburg-Vorpommern 2011, Matthias Bahner, der als Jugendlicher der NPD angehört und dies verschwiegen hatte, trat als Kreis- und Landesvorstandsmitglied zurück, behielt aber sein Kreistagsmandat. Im April 2012 wurde Bahner durch das Bundesschiedsgericht als erstes Mitglied aus der Piratenpartei ausgeschlossen.

### Bayerntrojaner
Im Januar 2008 veröffentlichte die Partei ein Dokument, das vorgeblich aus dem bayerischen Justizministerium stammte. Das Schreiben gab die Preise für eine Spionagesoftware, deren Einsatz ein privater Dienstleister anbot, bekannt und wies auf Unklarheiten bei der Kostenübernahme hin. Das Ministerium nahm zu der Affäre um den sogenannten Bayerntrojaner keine Stellung, doch kam es im September 2008 beim Pressesprecher der Piratenpartei zu einer Hausdurchsuchung, die mit Verletzung des Dienstgeheimnisses und Behinderung von Ermittlungsbehörden begründet wurde.

### Affäre um Jörg Tauss
Im März 2009 leitete die Staatsanwaltschaft Karlsruhe ein Strafverfahren gegen Jörg Tauss wegen Besitzes und Verbreitung kinderpornografischer Schriften ein. Nach Tauss’ Übertritt von der SPD im Juni 2009 begegnete die Piratenpartei Ausschlussforderungen mit dem Hinweis auf die Unschuldsvermutung; im Juli 2009 sprach sie darüber hinaus von einer „absurden“ Anklagebegründung. Mit zunehmender Nähe zur Bundestagswahl 2009 sprach sie von einer „Schmutzkampagne“ der Staatsanwaltschaft und „Wahlkampfmanövern“. Nach seiner Verurteilung wegen Besitzes von Kinderpornografie im Mai 2010 trat Tauss aus der Piratenpartei aus und erklärte, die Partei nicht durch eine „Tauss-Debatte“ belasten zu wollen, die durch die „einhellig ‚tauss-feindliche‘ und obrigkeitsstaatlich orientierte Presselandschaft in Baden-Württemberg“ im Landtagswahlkampf 2011 zu erwarten sei. Tauss’ Antrag auf Wiederaufnahme in die Piratenpartei Ende 2011 wurde vom zuständigen Bezirksverband Karlsruhe mit der Begründung abgelehnt, dem Frieden und der innerparteilichen Geschlossenheit nicht schaden zu wollen.

### Beschlagnahmung von Servern
Nach der Ankündigung eines Rechtshilfeersuchens französischer Behörden beschlagnahmte die Polizei am 20. Mai 2011 Dateien von Servern der Piratenpartei Deutschland. Während dieser Aktion nahm die Polizei alle Server des Bundesverbandes vom Netz und legte so fast die gesamte elektronische Kommunikation der Partei und ihre Arbeitsmittel lahm. Angeblich hätten Unbekannte einen konzertierten Hacker-Angriff mit Hilfe der von der Piratenpartei betriebenen Etherpad-Instanz „Piratenpad“ auf die Webseite eines französischen Elektrizitätskonzerns geplant. Der Bundesvorstand der Piratenpartei kritisierte das Vorgehen, es werde kurz vor der Bürgerschaftswahl in Bremen „politisch massiver Schaden angerichtet“. Man habe jedoch bei näherer Untersuchung eine Anleitung gefunden, wie ein Überlastungsangriff auf einen Webserver, eine DDoS-Attacke, unentdeckt durchgeführt werden kann. Diese Art von Angriffen sei eine Methode des Kollektivs Anonymous. Später bekannte sich eine Anonymous-Gruppe zu dem Angriff auf die Webpräsenzen der Polizei und des BKA, welcher als Aktion auf das Abschalten der Server erfolgte. Die Piratenpartei distanzierte sich von diesem Vorgehen.

### LiquidFeedback
Für Irritationen sorgt die Reaktion deutscher Piraten auf Initiativen anderer Parteien, vor allem der SPD, das von ihnen ursprünglich geförderte Programm LiquidFeedback einzusetzen. So beschloss der Kreistag des Landkreises Friesland auf Initiative des Landrats Sven Ambrosy (SPD) am 11. Juli 2012 einstimmig, die Software LiquidFeedback ab dem 6. November 2012 unter dem Namen LiquidFriesland zur Bürgerbeteiligung in dem Landkreis zu nutzen. Janto Just („Pirat“, der auf der Liste „Bürger für Bürger“ in den Kreistag des Landkreises Friesland eingezogen ist) bemängelte zunächst, LiquidFriesland habe nichts mit der von ihm angestrebten direkten Demokratie zu tun, kritisierte nach dem Beginn des Projekts, dort „tummeln sich die üblichen Verdächtigen“ und gab schließlich zur Jahreswende 2012/2013 den Erfolg des Landrats als eigenen Erfolg aus. Justs anfänglicher Bewertung widersprechen große Teile seiner eigenen Partei und fordern die Unterstützung von lokalen Pilotprojekten zur digitalen Beteiligung nach Vorbild von LiquidFriesland.
Nachdem seit dem April 2015 keinerlei Aktivitäten mehr registriert wurden, wurde Ende April 2016 die kaum noch genutzte Plattform abgeschaltet.

### „#Bombergate“ und Bundes-IT-Streik
Eine bundesweite Debatte innerhalb der Piratenpartei, die hauptsächlich über den Kurznachrichtendienst Twitter unter dem Hashtag #Bombergate geführt wurde, entzündete sich an einer Protestaktion vom 13. Februar 2014 durch Anne Helm, die für die Partei auf Listenplatz 5 zur Europawahl 2014 antrat. Helm ließ sich zusammen mit einer Femen-Aktivistin in Dresden fotografieren. Sie hatte sich die Aufschrift „Thanks Bomber Harris“ auf ihren Oberkörper gemalt. Dabei bezog sie sich auf Arthur Harris, der als zentrale Figur der britischen Direktive zur Flächenbombardierung deutscher Städte gilt. Helm bestritt zunächst, eine der beiden Frauen auf dem Foto zu sein. Da beide Gesichter mit Tüchern verdeckt waren, konnte ihr die Aktion nicht zweifelsfrei nachgewiesen werden. Erst gegenüber der Wochenzeitung Jungle World räumte Helm ihre Beteiligung ein. Zu dieser Aktion bezogen der Bundesvorstand und einige Landesvorstände unterschiedlich Stellung. Am 20. Februar 2014 schalteten die Computer-Administratoren das komplette IT-Netz der Partei ab und traten in einen Warnstreik, um gegen die internen Streitigkeiten zu demonstrieren. Zum Zustand seiner Partei äußerte sich der Bundesvorsitzende Thorsten Wirth mit den Worten: „Die Verunsicherung ist spürbar und droht uns zu zerreißen.“ Udo Vetter, bis März 2014 Mitglied der Partei und auf den zweiten Listenplatz der nordrhein-westfälischen Landesliste für 2013 gewählt, sah in der Aktion einen Versuch eines „lautstarken, der Antifa nahestehenden Flügels“, die Partei zu okkupieren. Die Parteilinke würde ein „brutales Mobbing“ betreiben. „Die haben einen stalinistischen Ansatz – der Zweck heiligt die Mittel.“

### Entwicklung seit 2014
Der Wissenschaftler Carsten Koschmieder sieht den Richtungskampf in der Piratenpartei als politischen Machtkampf. 2014 wurde innerhalb der Partei eine Progressive Plattform gegründet, zusätzlich zum schon bestehenden Frankfurter Kollegium. Beim Thema der Außenpolitik profilierte sich die Partei u. a. mit der Pirate Security Conference, die auch von Piratenparteien anderer Länder unterstützt wird und seit 2016 mit der Münchner Sicherheitskonferenz kooperiert. In vielen Bundesländern ist die Piratenpartei kommunal vertreten. In Köln und Bielefeld konnten erstmals „Paprika-Koalitionen“ mit Bündnis 90/Die Grünen und der SPD abgeschlossen werden. 2017 veranstaltete der Landesverband Brandenburg einen ersten „Online-Parteitag“; er fand nicht in der traditionellen Form als physische Versammlung statt, sondern die Mitglieder kommunizierten mittels einer Sprachkonferenz-Software. Mittlerweile werden nationale wie internationale politische und innerparteiliche Debatten ausschließlich über das Web und insbesondere den Kurznachrichtendienst Twitter geführt. Ende 2018 zog die Partei Aufmerksamkeit auf sich, als sie Meldeportale der AfD mit Zitaten von AfD-Politikern flutete. Die Aktion wurde, in Anlehnung an die von der AfD ins Leben gerufenen Meldeportale mit den Titeln „mein Lehrer hetzt“ oder „mein Prof. hetzt“, „mein Abgeordneter hetzt“ genannt. Ab Anfang 2019 führte die Piratenpartei eine Debatte und Proteste gegen die Urheberrechtsreform der Europäischen Union.
Im Frühjahr 2019 klagte die Partei zusammen mit der Bürgerrechtsorganisation freiheitsfoo gegen einen Pilotversuch der niedersächsischen Landesregierung zur Geschwindigkeitsüberwachung auf Straßen durch Section Control, wobei die Kennzeichen aller Kraftfahrzeuge, die den überwachten Straßenabschnitt passieren, automatisch registriert werden. Die Piratenpartei in Hessen legte im Juli 2019 Verfassungsbeschwerde vor dem Bundesverfassungsgericht in Karlsruhe gegen den von der Regierungskoalition aus CDU und Bündnis 90/Die Grünen beschlossenen Staatstrojaner im hessischen Landespolizeigesetz ein. Im August 2019 legte die Piratenpartei in Brandenburg Verfassungsbeschwerde gegen die von der Polizei Brandenburg durchgeführte Praxis der Vorratsdatenspeicherung auf den Autobahnen in Brandenburg ein. Im November 2019 wurde bekannt, dass ein 17-jähriges Mitglied der Piratenpartei als Beschwerdeführer gegen die Nichtzulassung von 16–17-Jährigen zur Europawahl vor das Bundesverfassungsgericht ziehen wollte. 2020 veröffentlichte die Partei eine Übersicht über die Landespolizeigesetze in Deutschland.
Der Baden-Württembergische Landesverband klagte zusammen mit 4 anderen Kleinparteien gegen die Zulassungshürden für die Landtagswahl, diese seien durch die Corona-Pandemie nicht zu erfüllen. Der Landesverfassungsgerichtshof gibt ihnen Recht. Der Landtag senkt die Unterschriftenhürde daraufhin um 50 %.
Am 19. Juni 2022 wurde das Sicherheitskonzept des G7-Gipfels 2015 unter anderem auf der Cryptpad-Instanz der Piratenpartei veröffentlicht und über das Onlineportal Indymedia verbreitet. In der Folge beschlagnahmte die Staatsanwaltschaft Daten von zwei Servern der Piratenpartei.

## Organisation

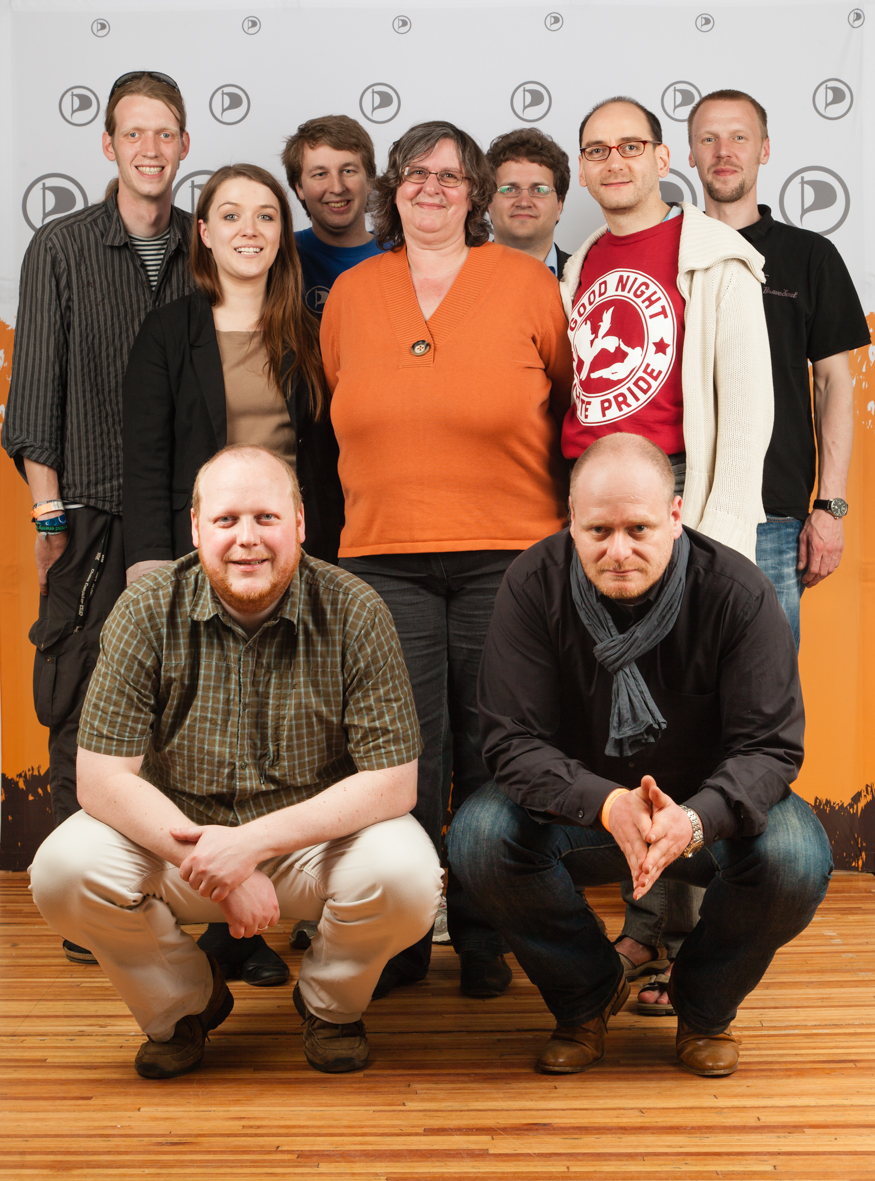
Vorstand von 2012

Die Organisationsstruktur der Piratenpartei ist, wie weitestgehend vom Parteiengesetz vorgeschrieben, klassisch orientiert in Vorstand, Unterverbände, Landesverbände und deren Vorsitzende, Jugendorganisation und Hochschulgruppen. Die Partei nutzte die Software LiquidFeedback seit 2009 und zum Teil noch in der Testphase als Internet-Werkzeug zur innerparteilichen Meinungsbildung und Entscheidungsfindung. Mittlerweile ist sie kaum noch im Einsatz.
Die Entwickler von LiquidFeedback, Jan Behrens, Axel Kistner, Andreas Nitsche und Björn Swierczek kritisierten im September 2012 die Art und Weise, wie die Piratenpartei mit diesem Programm umgehe, insbesondere den Einsatz des Programms bei geheimen Abstimmungen. Das Verfahren sei nur dann missbrauchssicher, wenn namentlich abgestimmt werde.
Seit Anfang 2018 nutzt die Partei die Forensoftware Discourse, um eine Diskussionsplattform für Mitglieder und Nicht-Mitglieder anzubieten. Anträge für Parteitage werden in einem Antragsportal gesammelt, das öffentlich einsehbar ist; es kam erstmals zum zweiten Parteitag im Jahr 2019 zum Einsatz. Dort können Mitglieder auch Kommentare zu den Anträgen abgeben.

### Vorstand
Der erste Vorstand wurde auf der Gründungsversammlung gewählt. Seitdem wird der Vorstand jährlich auf einem Bundesparteitag neu gewählt. Im Jahr 2009 wurde auf dem vierten Bundesparteitag per Satzungsänderung der Aufbau des Vorstandes geändert. 2009 bis 2011 gab es daher statt eines politischen Geschäftsführers und eines Generalsekretärs vier Beisitzer. 2011 wurden die Ämter des politischen Geschäftsführers und des Generalsekretärs wieder eingeführt, während dem Bundesvorstand nur mehr zwei Beisitzer angehören. 2012 wurde der Vorstand um einen stellvertretenden Vorsitz und einen Beisitz erweitert.
Auf dem Bundesparteitag 2024 in Nürnberg wurde per Satzungsänderung der Aufbau des Vorstandes geändert. Seitdem besteht der Bundesvorstand aus mindestens drei Personen: dem Vorsitzenden, dem Schatzmeister, dem stellvertretenden Vorsitzenden. Darüber hinaus können ein stellvertretender Schatzmeister sowie bis zu fünf Beisitzer gewählt werden.
| Jahr (Wahl) | Vorsitzender      | Stellv. Vorsitzender                               | Schatzmeister                                                                          | Stellv. Schatzmeister | Politischer Geschäftsführer                                                              | Stellv. Polit. Geschäftsführer | Generalsekretär                                                                            | 1. Stellv. Generalsekretär                       | 2. Stellv. Generalsekretär                       | Beisitzer |
| --- | ----------------- | -------------------------------------------------- | -------------------------------------------------------------------------------------- | --------------------- | ---------------------------------------------------------------------------------------- | ------------------------------ | ------------------------------------------------------------------------------------------ | ------------------------------------------------ | ------------------------------------------------ | --- |
| 2006/2007 10. September 2006 | Christof Leng     | Jens Seipenbusch                                   | Peter Böhm                                                                             |                       | Jan Huwald                                                                               |                                | Stefan Lamprecht                                                                           |                                                  |                                                  | |
| 2007/2008 20. Mai 2007 | Jens Seipenbusch  | Sven Riedel                                        | Peter Böhm                                                                             |                       | Jan Huwald                                                                               |                                | Bastian Grundmann                                                                          |                                                  |                                                  | |
| 2008/2009 18. Mai 2008 | Dirk Hillbrecht   | Jens Seipenbusch                                   | Sebastian Schäfer                                                                      |                       | Bernhard Schillo                                                                         |                                | Hauke Kruppa                                                                               |                                                  |                                                  | |
| Umstrukturierung des Vorstands: ab hier kein politischer Geschäftsführer und kein Generalsekretär mehr, dafür vier Beisitzer                       |                   |                                                    |                                                                                        |                       |                                                                                          |                                |                                                                                            |                                                  |                                                  | |
| 2009/2010 4. Juli 2009 | Jens Seipenbusch  | Andreas Popp                                       | Bernd Schlömer                                                                         |                       | –                                                                                        |                                | –                                                                                          |                                                  |                                                  | * Aaron Koenig (ausgetreten am 10. Mai 2010), * Nicole Hornung, * Thorsten Wirth, * Jan Simons                                  |
| 2010/2011 15.–16. Mai 2010 | Jens Seipenbusch  | Andreas Popp                                       | Bernd Schlömer                                                                         |                       | –                                                                                        |                                | –                                                                                          |                                                  |                                                  | * Benjamin Stöcker (zurückgetreten am 5. August 2010), * Christopher Lauer, * Daniel Flachshaar, * Wolfgang Dudda               |
| Umstrukturierung des Vorstands: ab hier wieder ein politischer Geschäftsführer und ein Generalsekretär, dafür nur noch zwei Beisitzer              |                   |                                                    |                                                                                        |                       |                                                                                          |                                |                                                                                            |                                                  |                                                  | |
| 2011/2012 14.–15. Mai 2011 | Sebastian Nerz    | Bernd Schlömer                                     | Rene Brosig                                                                            |                       | Marina Weisband                                                                          |                                | Wilm Schumacher                                                                            |                                                  |                                                  | * Matthias Schrade, * Gefion Thürmer                                                                                            |
| Umstrukturierung des Vorstands: ab hier zwei stellv. Vorsitzende und drei Beisitzer                                                                |                   |                                                    |                                                                                        |                       |                                                                                          |                                |                                                                                            |                                                  |                                                  | |
| 2012/2013 28.–29. April 2012 | Bernd Schlömer    | * Sebastian Nerz, * Markus Barenhoff               | Swanhild Goetze                                                                        |                       | Johannes Ponader (zurückgetreten am 10. Mai 2013)                                        |                                | Sven Schomacker                                                                            |                                                  |                                                  | * Klaus Peukert, * Matthias Schrade (zurückgetreten am 25. November 2012), * Julia Schramm (zurückgetreten am 26. Oktober 2012) |
| 2013 10.–12. Mai 2013 (Nachwahl) | Bernd Schlömer    | * Sebastian Nerz, * Markus Barenhoff               | Swanhild Goetze                                                                        |                       | Katharina Nocun                                                                          |                                | Sven Schomacker                                                                            |                                                  |                                                  | * Klaus Peukert, * Andreas Popp, * Christophe Chan Hin                                                                          |
| Umstrukturierung des Vorstands: ab hier wieder nur ein stellv. Vorsitzender, neu gibt es zwei stellv. Generalsekretäre, dafür keine Beisitzer mehr |                   |                                                    |                                                                                        |                       |                                                                                          |                                |                                                                                            |                                                  |                                                  | |
| 2013/2014 30. Nov.–1. Dez. 2013 (ab 16. März 2014 kommissarisch)                                                                                   | Thorsten Wirth    | Carolin Mahn-Gauseweg                              | Stefan Bartels (zurückgetreten am 16. März 2014), Veronique Schmitz (ab 17. März 2014) |                       | Björn Semrau (zurückgetreten am 16. März 2014), Carolin Mahn-Gauseweg (ab 17. März 2014) |                                | Stephanie Schmiedke (zurückgetreten am 16. März 2014), Alexander Zinser (ab 17. März 2014) | Veronique Schmitz                                | Gefion Thürmer                                   | |
| Umstrukturierung des Vorstands: ab hier neu ein stellv. Schatzmeister und ein stellv. Politischer Geschäftsführer                                  |                   |                                                    |                                                                                        |                       |                                                                                          |                                |                                                                                            |                                                  |                                                  | |
| 2014/2015 28.–29. Juni 2014 | Stefan Körner     | Carsten Sawosch                                    | Stefan Bartels                                                                         | Lothar Krauß          | Kristos Thingilouthis                                                                    | Bernd Schreiner                | Stephanie Schmiedke                                                                        | Mark Huger                                       | Michael Ebner                                    | |
| 2015/2016 25.–26. Juli 2015 | Stefan Körner     | Carsten Sawosch                                    | Stefan Bartels                                                                         | Lothar Krauß          | Kristos Thingilouthis                                                                    | Astrid Semm                    | Stephanie Schmiedke                                                                        | Mark Huger                                       | Kristof Zerbe                                    | |
| 2016/2017 27.–28. August 2016 | Patrick Schiffer  | Carsten Sawosch                                    | Lothar Krauß                                                                           | Steffen Heuer         | Kristos Thingilouthis                                                                    | Alexander Niedermeier          | Michael Kurt Bahr (zurückgetreten am 1. November 2016)                                     | Thomas Knoblich                                  |                                                  | |
| 2017/2018 21.–22. Oktober 2017 | Carsten Sawosch   | Sebastian Alscher                                  | Lothar Krauß                                                                           | Dorothea Beinlich     | Ute Elisabeth Gabelmann                                                                  | Astrid Semm                    | Thomas Knoblich                                                                            | Tobias Stenzel                                   | Petra Stoll                                      | |
| 2018/2019 17.–18. November 2018 | Sebastian Alscher | Dennis Deutschkämer                                | Bernd Janotta                                                                          | Detlef Netter         | Daniel Mönch                                                                             | Sascha Ruschel                 | Petra Stoll                                                                                | Borys Sobieski                                   |                                                  | |
| 2019/2020 09.–10. November 2019 | Sebastian Alscher | Dennis Deutschkämer                                | Detlef Netter                                                                          | Andreas Lange         | Daniel Mönch                                                                             | Lorena May                     | Borys Sobieski                                                                             | Tobias Stenzel                                   |                                                  | |
| 2021/2022 29. Mai 2021 | Sebastian Alscher | Markus Barenhoff (zurückgetreten Anfang Jan. 2022) | Detlef Netter                                                                          | Andreas Lange         | Frank Grenda                                                                             | Stefano Tuchscherer            | Joachim Rotermund (zurückgetreten Anfang Dez. 2021)                                        | Manuel Wolf (zurückgetreten am Anfang Dez. 2021) | Wolf Vincent Lübcke                              | |
| 2022/2023 11.–12. Juni 2022 | Anne Herpertz     | Martin Kollien-Glaser                              | Detlef Netter                                                                          | Christian Horn        | Mark Hintz                                                                               | Sven Bechen                    | Stephan Erdmann (zurückgetreten am 5. Januar 2023)                                         | Jan Kossick                                      | Yannick Schürdt (zurückgetreten am 1. Juni 2023) | |
| 2023/2024 02.–3. Dezember 2023 | Lukas Küffner     | Stephan Franzelius                                 | Wolf Vincent Lübcke                                                                    | Jutta Dietrich        | Dennis Klüver                                                                            | Babak Tubis                    | Borys Sobieski                                                                             | Stephan Erdmann                                  |                                                  | |
| Umstrukturierung des Vorstands: ab hier kein politischer Geschäftsführer und kein Generalsekretär mehr, dafür bis zu fünf Beisitzer                |                   |                                                    |                                                                                        |                       |                                                                                          |                                |                                                                                            |                                                  |                                                  | |
| 2024/2025 14.–15. September 2024 | Borys Sobieski    | Dennis Klüver                                      | Jutta Dietrich                                                                         | Wolf Vincent Lübcke   | –                                                                                        | –                              | –                                                                                          | –                                                | –                                                | * Babak Tubis, * Schoresch Davoodi, * Lilia Kayra Kuyumcu                                                                       |

### Bundesvorsitzende

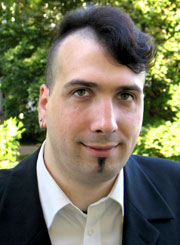
Christof Leng 2006 bis 2007
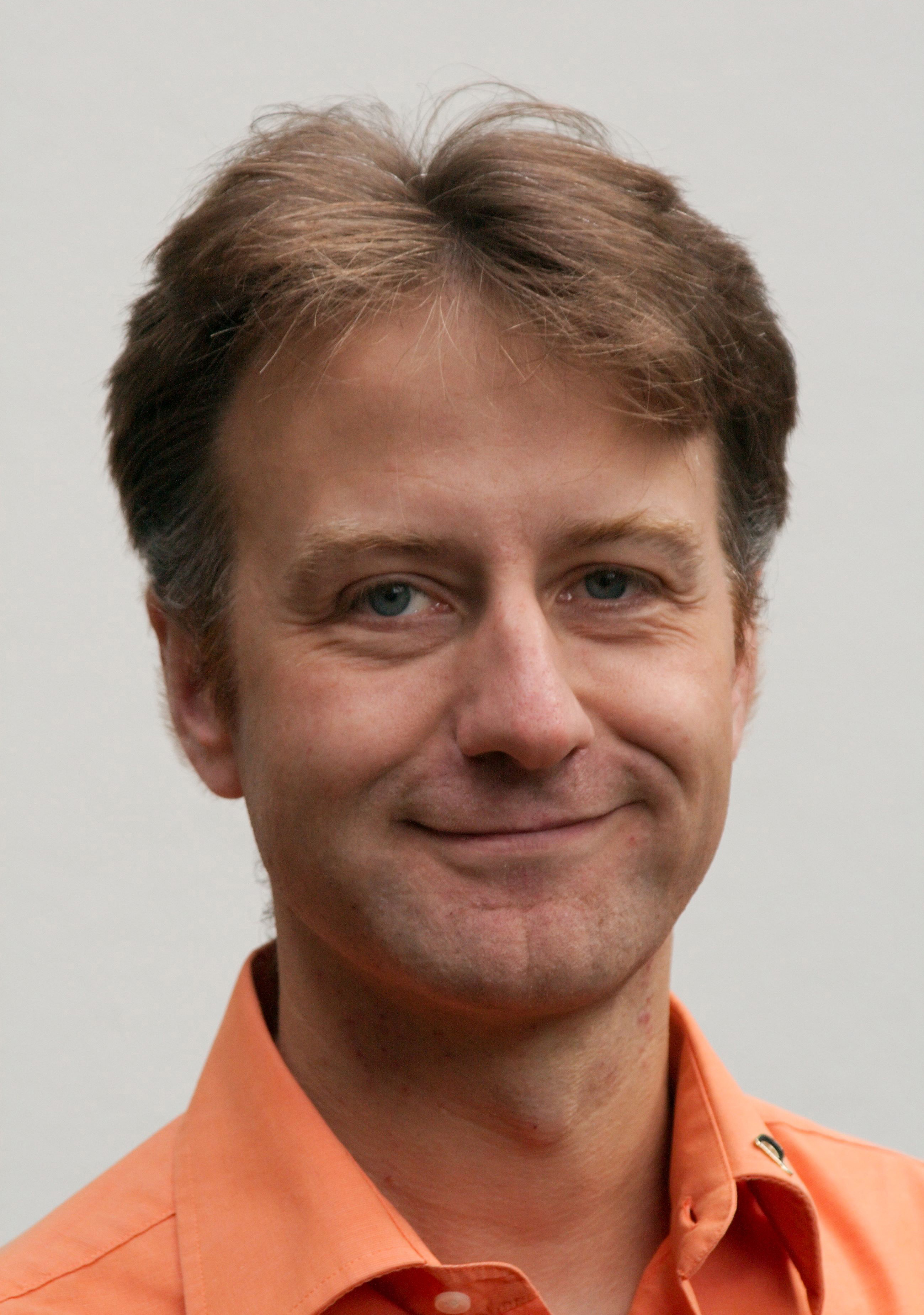
Jens Seipenbusch 2007 bis 2008 und 2009 bis 2011
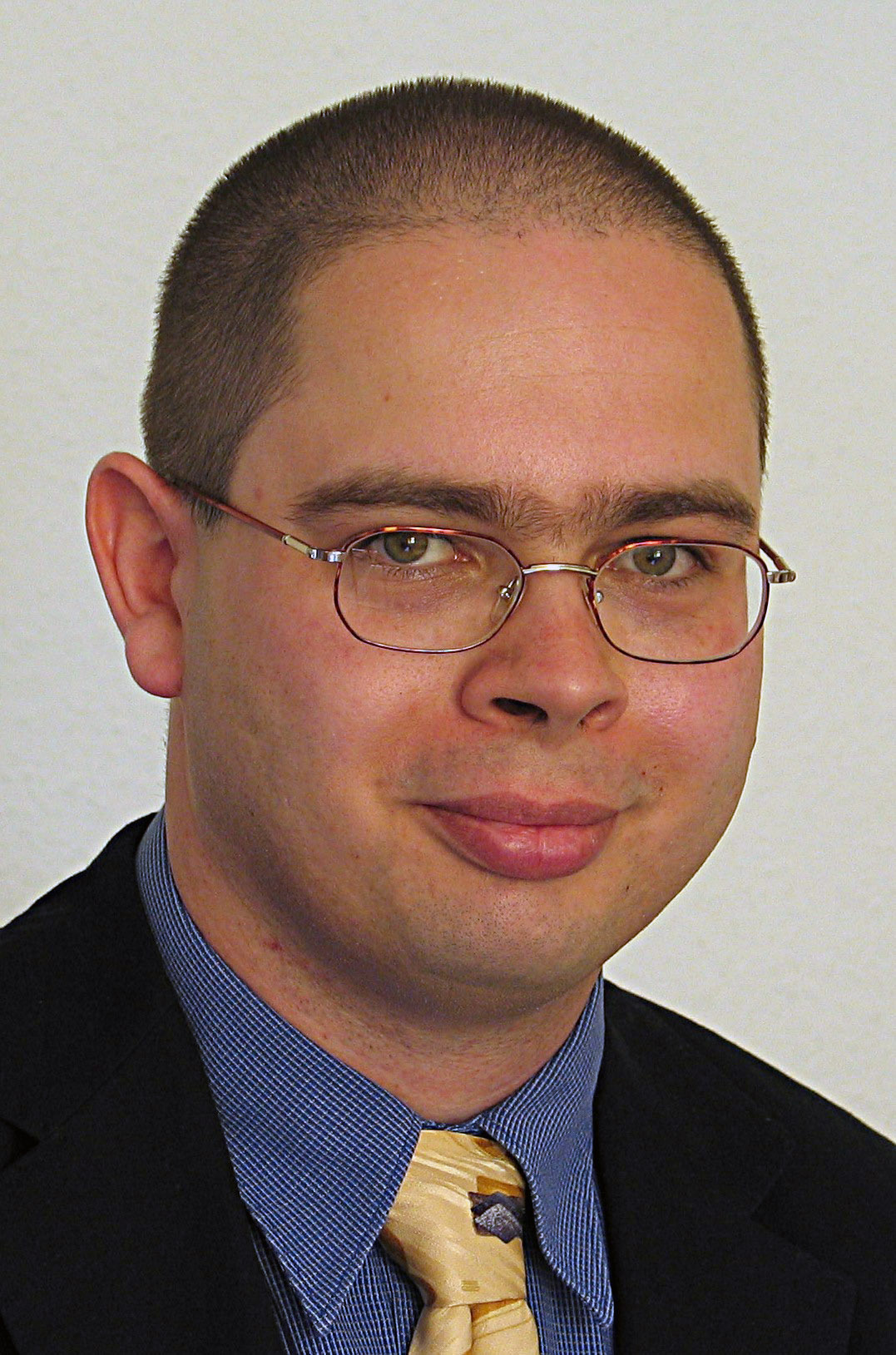
Dirk Hillbrecht 2008 bis 2009
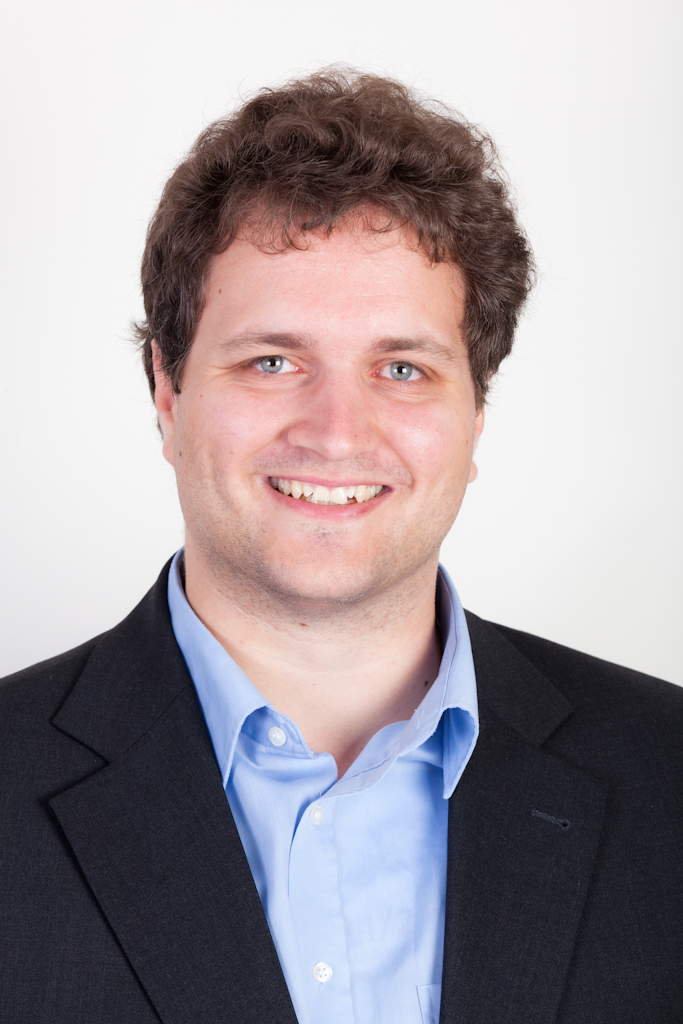
Sebastian Nerz 2011 bis 2012
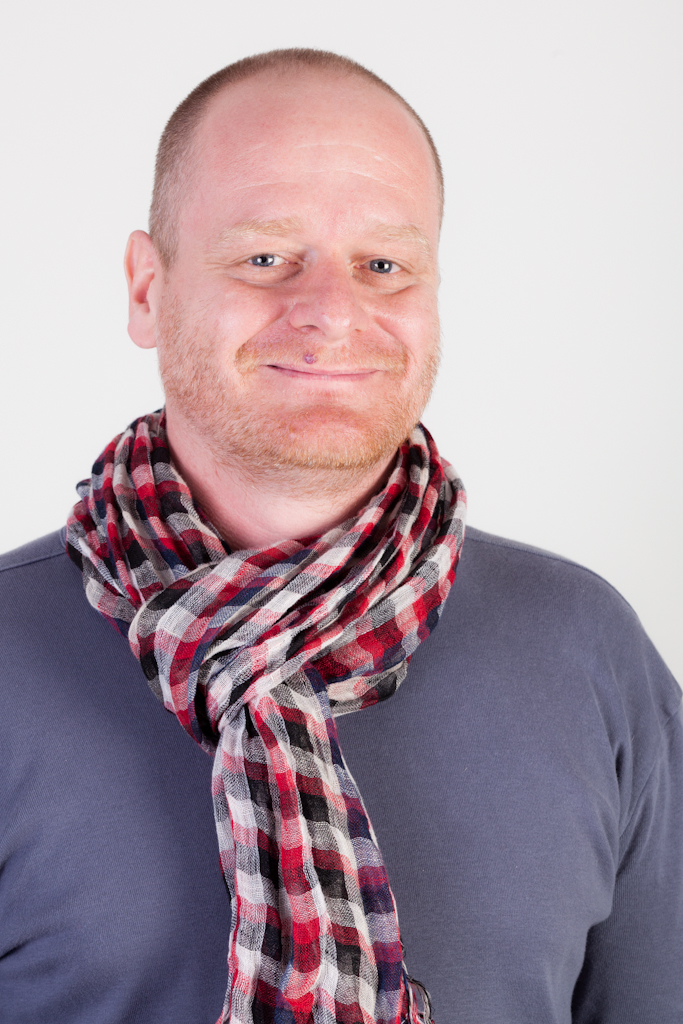
Bernd Schlömer 2012 bis 2013
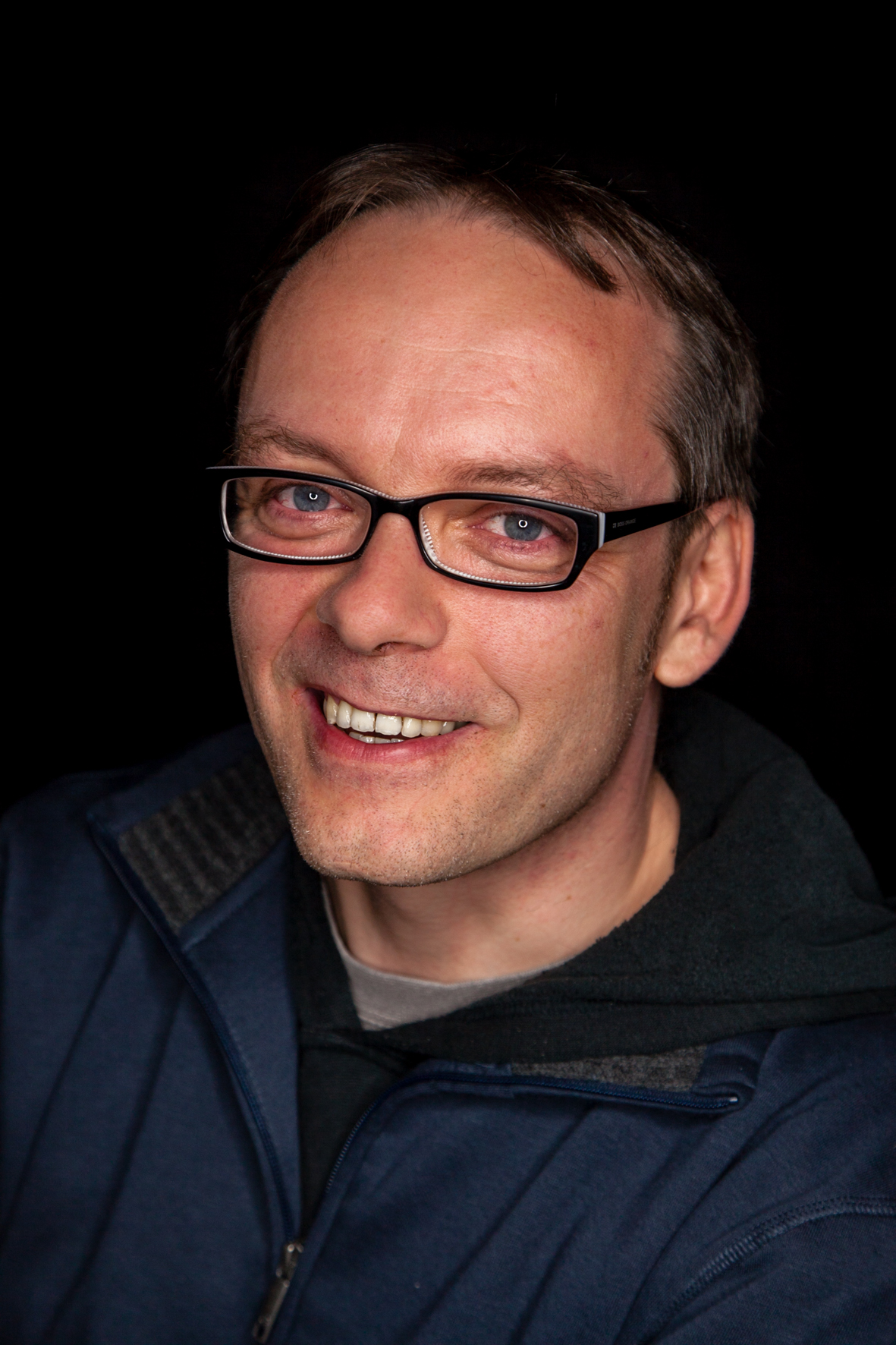
Thorsten Wirth 2013 bis 2014
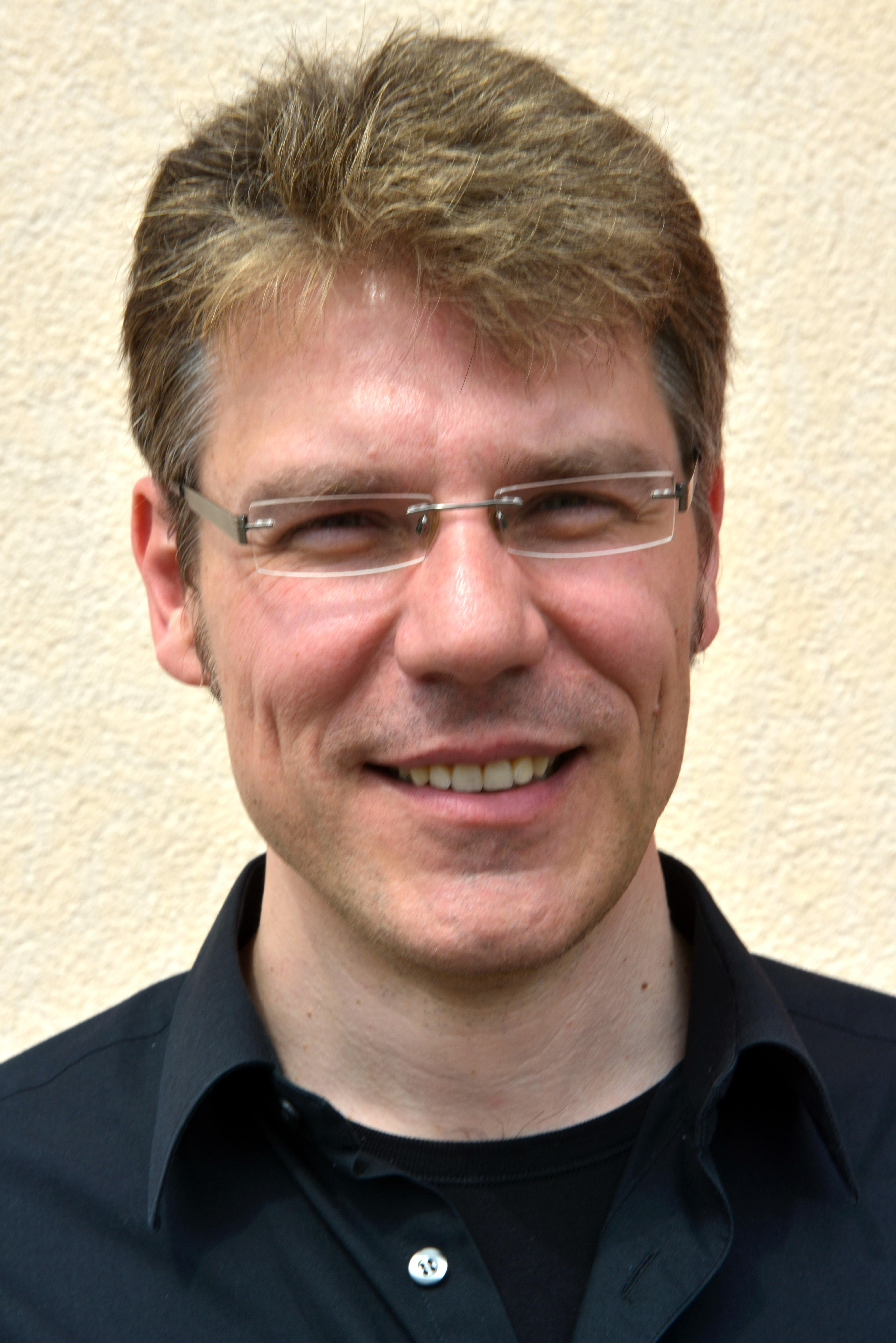
Stefan Körner 2014 bis 2016
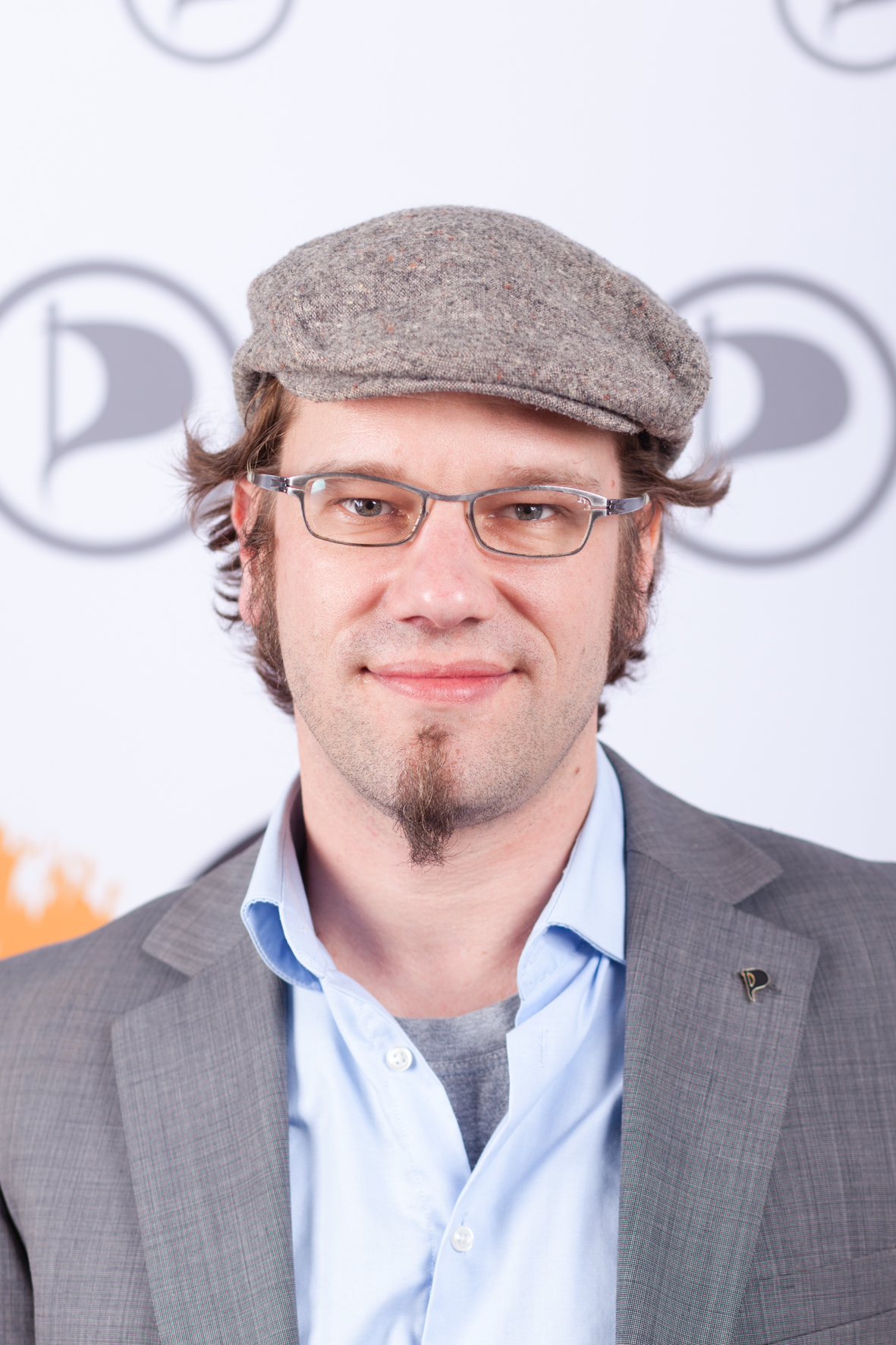
Patrick Schiffer 2016 bis 2017
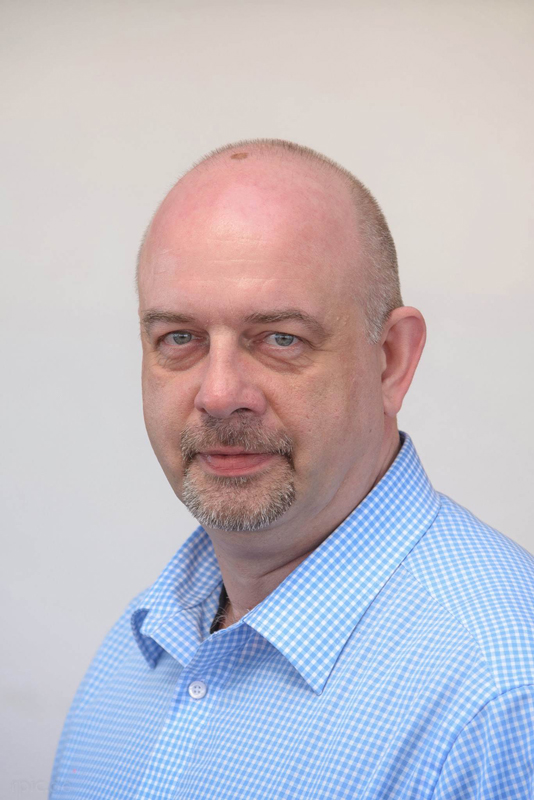
Carsten Sawosch 2017 bis 2018
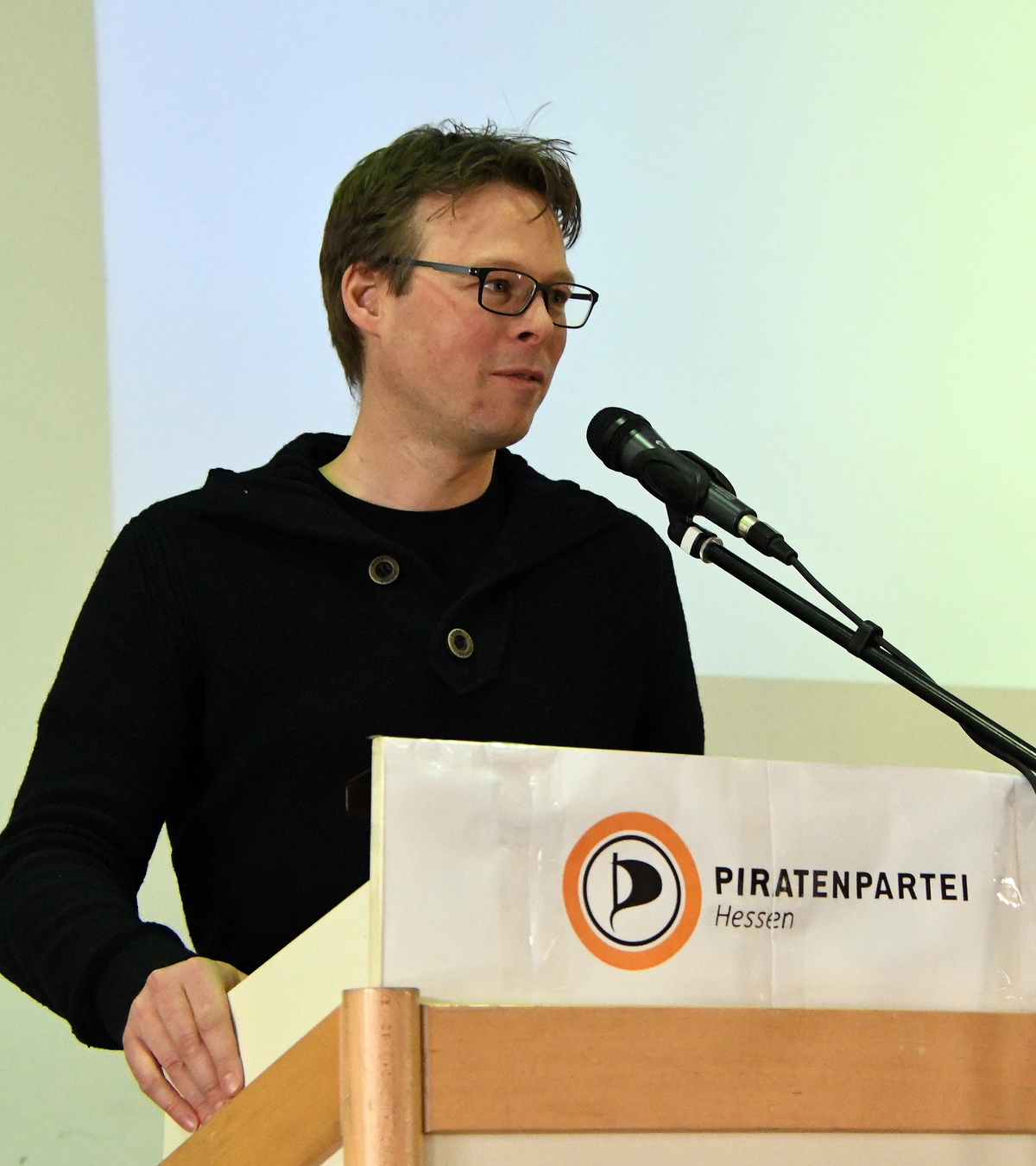
Sebastian Alscher 2018 bis 2022
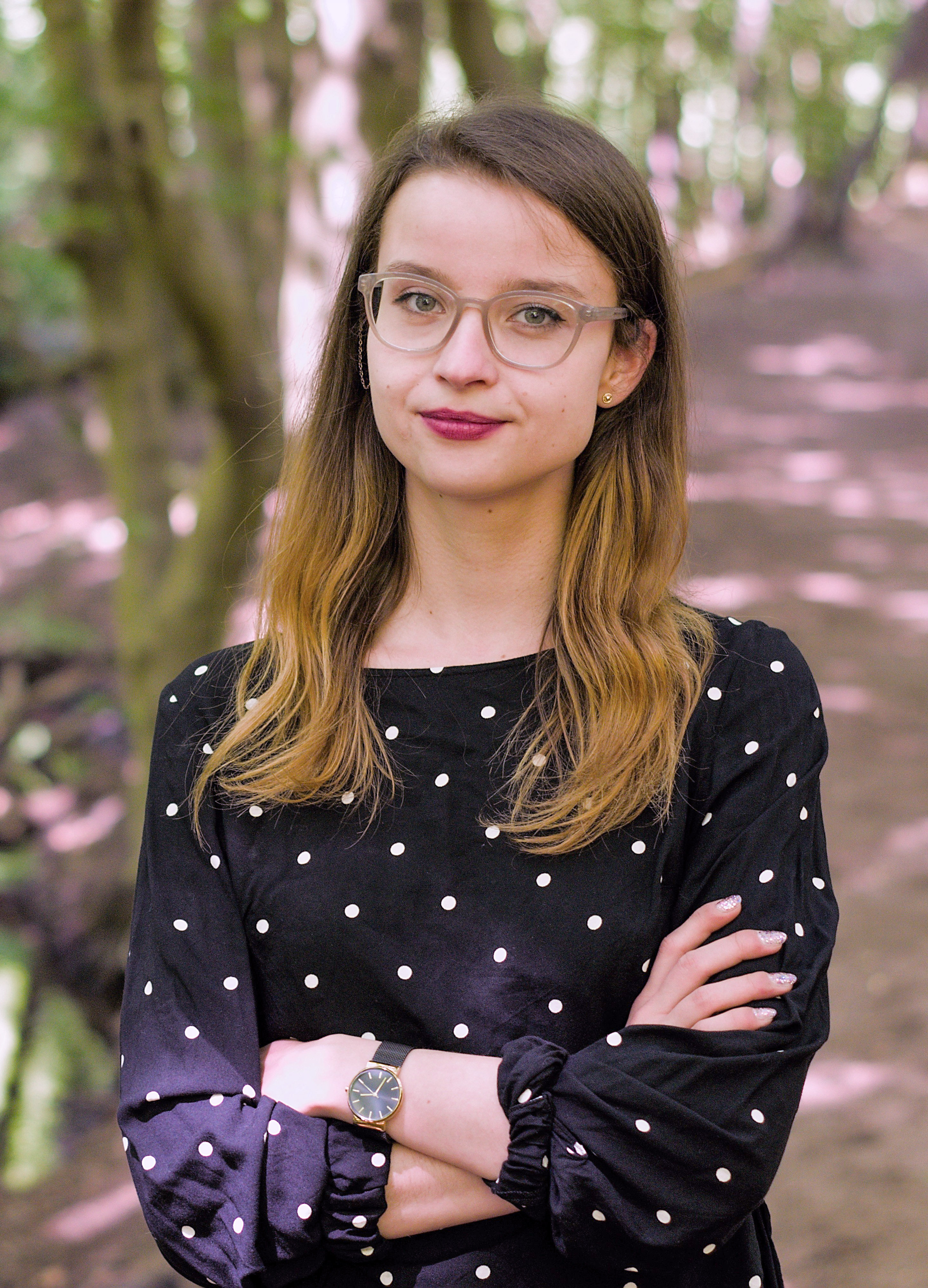
Anne Herpertz 2022 bis 2023

### Landesverbände
|                | Landesverband          | Vorsitz                          | Ergebnis bei der …                                    | Ergebnis bei der … | Ergebnis bei der … |
| Landtags- wahl | Landesverband          | Vorsitz                          | Bundestags- wahl 2025                                 | Europa- wahl 2024  |                    |
| -------------- | ---------------------- | -------------------------------- | ----------------------------------------------------- | ------------------ | ------------------ |
|                | Baden-Württemberg      | Borys Sobieski                   | 0,1 % (2021)                                          | nicht angetreten   | 0,5 %              |
|                | Bayern                 | Steve Lang                       | nicht angetreten (2023)                               | nicht angetreten   | 0,4 %              |
|                | Berlin                 | Franz-Josef Schmitt              | 0,3 % (2023)                                          | nicht angetreten   | 0,5 %              |
|                | Brandenburg            | Riccardo Popp                    | 0,9 % (2024) angetreten als Teil von Plus Brandenburg | nicht angetreten   | 0,4 %              |
|                | Bremen                 | Christian Daum                   | 0,2 % (2023)                                          | nicht angetreten   | 0,5 %              |
|                | Hamburg                | Niklas Koopmann                  | nicht angetreten (2025)                               | nicht angetreten   | 0,6 %              |
|                | Hessen                 | Sebastian Alscher                | 0,3 % (2023)                                          | nicht angetreten   | 0,4 %              |
|                | Mecklenburg-Vorpommern | Dennis Klüver                    | 0,4 % (2021)                                          | nicht angetreten   | 0,4 %              |
|                | Niedersachsen          | Stephan Franzelius               | 0,4 % (2022)                                          | 0,2 %              | 0,5 %              |
|                | Nordrhein-Westfalen    | Sven Bechen                      | 0,3 % (2022)                                          | nicht angetreten   | 0,5 %              |
|                | Rheinland-Pfalz        | Heiko Müller                     | 0,5 % (2021)                                          | nicht angetreten   | 0,4 %              |
|                | Saarland               | Klaus Schummer                   | 0,3 % (2022)                                          | 0,3 %              | 0,5 %              |
|                | Sachsen                | Steve König und Stephanie Henkel | 0,3 % (2024)                                          | 0,2 %              | 0,5 %              |
|                | Sachsen-Anhalt         | Ronny Meier                      | 0,4 % (2021)                                          | nicht angetreten   | 0,3 %              |
|                | Schleswig-Holstein     | Vivien Thies                     | 0,3 % (2022)                                          | nicht angetreten   | 0,6 %              |
|                | Thüringen              | Peter Städter                    | 0,3 % (2024)                                          | nicht angetreten   | 0,4 %              |

### Weitere Unterverbände
Die Struktur der einzelnen Gliederungen innerhalb der Landesverbände unterscheidet sich zum Teil deutlich. In Bayern und Baden-Württemberg gibt es in allen Regierungsbezirken (mit Ausnahme des Regierungsbezirks Karlsruhe) Bezirksverbände, in Hamburg sechs Bezirksverbände. Die Landesverbände Nordrhein-Westfalen und Berlin haben das sogenannte Crew-System eingeführt. In Nordrhein-Westfalen war es ursprünglich in der Satzung verankert, in Berlin von Anfang an lediglich eine freiwillige Regelung. Zusätzlich zu den üblichen Bezirks-, Kreis- und Ortsverbänden können sich so genannte Crews mit einer Größe von fünf bis neun Mitgliedern gründen. Kreisverbände existieren außer in Berlin und Hamburg in allen Bundesländern.

### Jugendorganisation

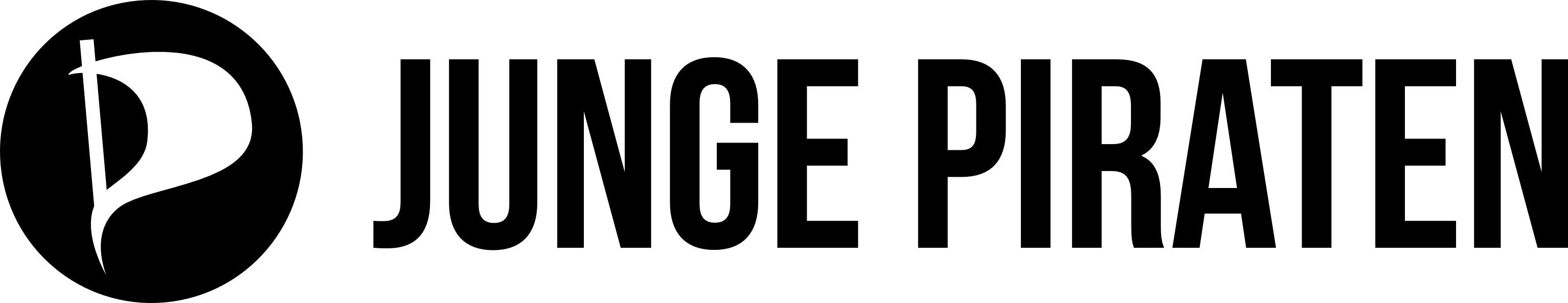
Logo der Jungen Piraten (2021)

Der am 27. August 2016 im Rahmen des Bundesparteitags 2016.2 gegründete Verein „Junge Piraten e. V.“ war bis 2022 die offizielle Jugendorganisation der Piratenpartei Deutschland. Seit dem Bundesparteitag 2022.1 im Juni 2022 ist der im Dezember 2021 gegründete Verein „Junge Piraten Deutschland“ die neue offizielle Jugendorganisation der Piratenpartei Deutschland.
Die Grüne Jugend wurde seit dem 12. Mai 2013 von der Piratenpartei als zweite Jugendorganisation angesehen. Die Grüne Jugend distanzierte sich in einer Pressemitteilung von diesem Beschluss. Seit dem 27. August 2016 wird die Grüne Jugend von der Piratenpartei nicht mehr als ihre Jugendorganisation anerkannt.
Die ursprüngliche Jugendorganisation distanzierte sich im Juli 2016 von der Partei, benannte sich in „europe beyond division“ um und konnte nach einer Konferenz im Jahr 2017 keine öffentlich wahrnehmbare Vereinsaktivität mehr vorweisen. Ihre Bundesmitgliederversammlung beschloss am 1. Dezember 2021 die Auflösung des Vereins.

### Hochschulgruppen
Die ersten Hochschulgruppen gründeten sich kurz nach der Europawahl 2009. So im Juni 2009 an der Universität Ulm, und im Juli 2009 an den Universitäten Jena, Karlsruhe, Mainz und Tübingen. Stand April 2010 existierten Hochschulgruppen an etwa 30 Hochschulen, teilweise auch mit Vertretern in den entsprechenden Studierendenvertretungen. Insgesamt existierten über die Zeit Hochschulgruppen an etwa 50 Hochschulen (Stand: 2024).

## Parteizeitungen
Die Piratenpartei gibt mehrere Parteizeitungen heraus. Der Kaperbrief ist eine Wahlkampfzeitung, die an Infoständen verteilt wird. Die Flaschenpost wendet sich an Parteimitglieder und Interessenten.

## Finanzen
| Einnahmen des Bundesverbands der Piratenpartei Deutschland im Jahr 2018                                                             | EUR        | Anteil   |
| --- | ---------- | -------- |
| Staatliche Mittel | 290.359,23 | 60,62 %  |
| Spenden von natürlichen Personen | 26.122,45  | 5,45 %   |
| Mitgliedsbeiträge | 125.675,83 | 26,24 %  |
| Sonstige Einnahmen | 30.802,81  | 6,43 %   |
| Einnahmen aus Unternehmenstätigkeit und Beteiligungen                                                                               | 0,00       | 0,00 %   |
| Spenden von juristischen Personen                                                                                                   | 0,00       | 0,00 %   |
| Einnahmen aus Veranstaltungen, Vertrieb von Druckschriften und Veröffentlichungen und sonstiger mit Einnahmen verbundener Tätigkeit | 50,00      | 0,01 %   |
| Einnahmen aus sonstigem Vermögen | 0,00       | 0,00 %   |
| Mandatsträgerbeiträge und ähnliche regelmäßige Beiträge                                                                             | 0,00       | 0,00 %   |
| Zuschüsse von Gliederungen | 6.009,56   | 1,25 %   |
| Summe | 479.019,88 | 100,00 % |

Aufgrund der Wahlergebnisse erfüllt die Partei seit 2009 die Voraussetzungen für den Erhalt staatlicher Zuwendungen (Teilfinanzierung). Für das Jahr 2009 wurde ein Höchstsatz von 840.554,51 Euro festgesetzt, dieser Betrag war jedoch gedeckelt auf die Summe der selbsterwirtschafteten Einnahmen im Jahr 2008 in Höhe von 31.504,68 Euro, der in vollem Umfang auf die Landesverbände Sachsen und Schleswig-Holstein entfiel. In den Jahren 2010 und 2011 konnte die Partei auf Grund fehlender selbsterwirtschafteter Einnahmen den Höchstsatz ebenfalls nicht ausschöpfen, aber die staatliche Teilfinanzierung auf 585.162,46 bzw. 578.219,55 Euro erhöhen.
Im Mai 2012 hatte die Bundespartei nur zwei bezahlte Mitarbeiter (eine Pressesprecherin auf 800-Euro-Basis und eine Geschäftsstellenleiterin auf 400-Euro-Basis). Nach mehreren Rücktritten wegen Arbeitsüberlastung bzw. drohendem Burn-out gibt es Stimmen, die angesichts von 30.000 Mitgliedern eine stärker professionalisierte Parteistruktur fordern.
Die Piratenpartei konnte – gemäß Bericht der Wirtschaftswoche im August 2012 – ihren Rechenschaftsbericht 2011 nicht pünktlich bei der Bundestagsverwaltung abliefern. Sie gefährdete damit den Erhalt staatlicher Mittel für die Parteienfinanzierung. Auch ein für rund 55.000 Euro angeschafftes Computerprogramm habe noch nicht für Ordnung in der Buchhaltung der Partei sorgen können. Durch die Softwareprobleme staue sich auch die laufende Buchhaltung; es gebe einen Rückstand von vier bis fünf Monaten.
In den darauffolgenden Jahren sind keine Auffälligkeiten zu beobachten gewesen. Der Haushalt der Partei ist online einsehbar.

## Mitglieder und Wähler

### Mitglieder
Das Durchschnittsalter der Parteimitglieder wurde im April 2012 mit 40 Jahren angegeben. Das Geschlecht der Mitglieder wird nicht erfasst, der Frauenanteil wird aber auf etwa 5 bis 15 Prozent geschätzt.

### Mitgliederentwicklung

Mitgliederentwicklung der Piratenpartei Deutschland

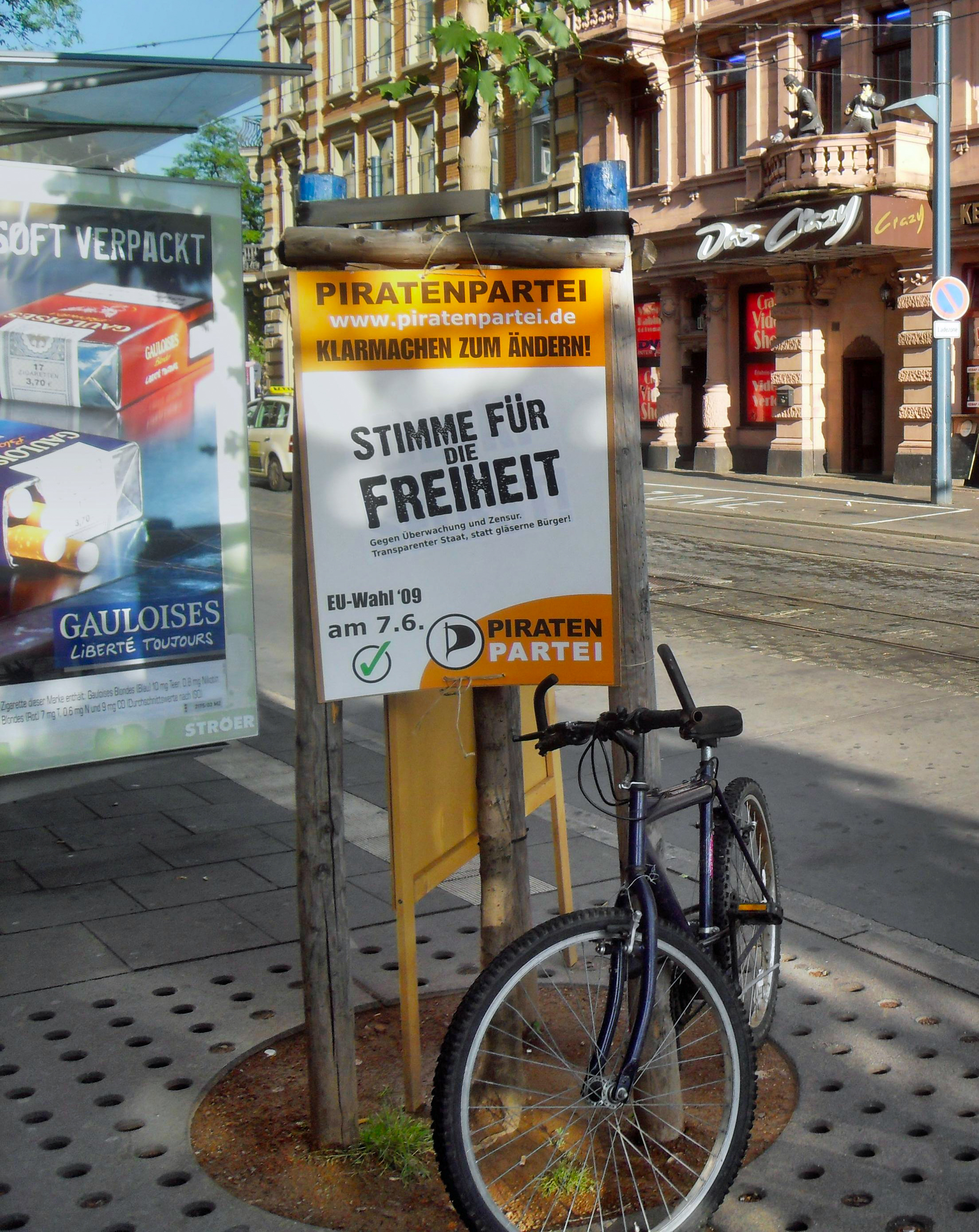
Plakat zur Europawahl 2009 in Mainz-Altstadt

Von Juni 2009 bis Oktober 2009 erfuhr die Piratenpartei einen starken Mitgliederzuwachs, so dass sich die Mitgliederzahl in etwa verzehnfachte. Als Gründe dafür gelten die gewachsene Bekanntheit nach der Europawahl 2009, die Folge der Debatte um die damals geplante Zugangserschwerung zu Webseiten mit kinderpornographischem Inhalt sowie die Mobilisierung angesichts der anstehenden Bundestagswahl 2009.
Ab Anfang September 2009 war sie nach eigenen Angaben die siebtgrößte Partei Deutschlands und die größte der nicht im Bundestag vertretenen Parteien.
Seit Mitte April 2010 hatte die Partei mehr als 12.000 Mitglieder.
Zwischen Mai 2010 und September 2011 stagnierte die Mitgliederzahl und schwankte um 12.000; dieser Trend wurde mit dem Erfolg bei der Wahl des Berliner Abgeordnetenhauses 2011 mit einem deutlichen Mitgliederanstieg durchbrochen. Innerhalb von vier Monaten nach der Wahl stieg die Mitgliederzahl auf 20.000. Nach einem Höchststand im September 2012 mit knapp 35.000 sank die Zahl kontinuierlich auf unter 26.000 Mitglieder im Oktober 2014, von denen allerdings nur rund 9.000 stimmberechtigt waren. Im April 2015 sank die Zahl der stimmberechtigten Mitglieder stark auf nur noch knapp 5.000. Die Mitgliederzahl der Piratenpartei ist seit dem Maximalstand 2014 bis Oktober 2024 auf 5053 zurückgegangen, davon 2283 Stimmberechtigte (entspricht 45,2 %).
Eine Mitgliedschaft in der Piratenpartei erlischt nicht, wenn die Mitgliedsbeiträge nicht pünktlich gezahlt werden, sondern das Mitglied verliert zunächst nur seine Stimmberechtigung. Ist das Mitglied mehr als zwölf Monate im Verzug, kann es nach mindestens zweimaliger Mahnung aus der Mitgliederdatenbank gestrichen werden. In anderen Parteien erlischt die Mitgliedschaft bei Nichtzahlung der Beiträge.
Viele der ehemaligen Mitglieder der Piratenpartei schlossen sich in der Folgezeit anderen Parteien an. Von den ehemaligen Mitgliedern wechselte ein erheblicher Teil zur LINKEN, mehrere Wechsel gab es weiterhin zu den Grünen, der FDP und SPD.

### Wähler
Wähler der Piratenpartei kommen aus allen Altersgruppen mit Ausnahme der über 60-Jährigen und stammen entgegen anderen Annahmen aus „allen Schichten der Bevölkerung – auch den unteren sozialen und Bildungsschichten […]. Arbeiter, Angestellte und Selbständige zeigen wie Schüler und Studenten Sympathien für die Piraten“. Sie sind auch nicht durch eine besondere Internet-Affinität von anderen Parteien zu unterscheiden, so weisen Anhänger der Grünen die gleiche Nutzungsrate des Internets auf wie die der Piraten.
Eine im Oktober 2011 publizierte Analyse des Forsa-Instituts ergab, dass Wähler der Piraten mit einem Wert von 4,7 auf einer Skala von links (1) bis rechts (10) sich näher an der Mitte einordnen als Anhänger der Grünen mit 3,9 und auch der SPD mit 4,4. Ein großer Teil der Piraten-Wähler stammt aus dem Lager der Nichtwähler, die Partei konkurriert innerhalb dieser Wählergruppe am stärksten mit den Grünen, Manfred Güllner von Forsa stellte im Oktober 2011 fest:

„Zum einen sind [die Piraten] für die jungen Wähler, die bisher mangels Alternativen die Grünen noch überdurchschnittlich häufig wählten, attraktiver. Zum anderen sind sie aber auch für jene attraktiver als die Grünen, die bislang aus Verzweifelung über den Zustand der bürgerlichen Parteien und der SPD erwogen, den Grünen trotz vielfältiger Vorbehalte ihre Stimme zu geben. Vielen dieser temporären ‚Neu-Grünen‘ […] bieten nun die Piraten mit ihrer erfrischenden undogmatischen Art, Politik betreiben zu wollen, eine Alternative. Die Piraten scheinen diese ‚Neu-Grünen‘ aufzusaugen und die grüne Partei auf ihre Kernwählerschaft der ‚Alt-Grünen‘ zurückzustutzen.“

Einer Forsa-Umfrage im November 2010 zufolge trauten sieben Prozent der Befragten der Piratenpartei die größte Internetkompetenz unter allen Parteien zu. Damit lag sie knapp hinter den Grünen (10 %) und der CDU (8 %).
Während die Piratenpartei bei der Bundestagswahl 2009 unter den 18- bis 24-jährigen Männern zwölf Prozent erzielte, waren es unter den gleichaltrigen Frauen lediglich fünf Prozent, in der Altersgruppe der 25- bis 34-Jährigen betrug das Verhältnis sechs Prozent bei den Männern zu zwei Prozent bei den Frauen.
Auf die Frage „Werden die Piraten künftig noch eine Rolle spielen?“ antworteten in einer Umfrage, die der Stern am 21. Februar 2013 veröffentlichte, 81 Prozent mit „nein“. In der Altersgruppe der 18- bis 29-Jährigen gaben nur 66 Prozent diese Antwort. Laut einer Umfrage des Online-Marktforschungsinstituts Mafo im Auftrag von Handelsblatt Online sind 70,6 Prozent der Befragten der Ansicht, dass die deutsche Parteiendemokratie ohne die Piraten auskomme. Von den 18- bis 30-Jährigen sehen 64,3 Prozent keinen Verlust darin, wenn es die Partei nicht mehr gäbe.

## Geschichte

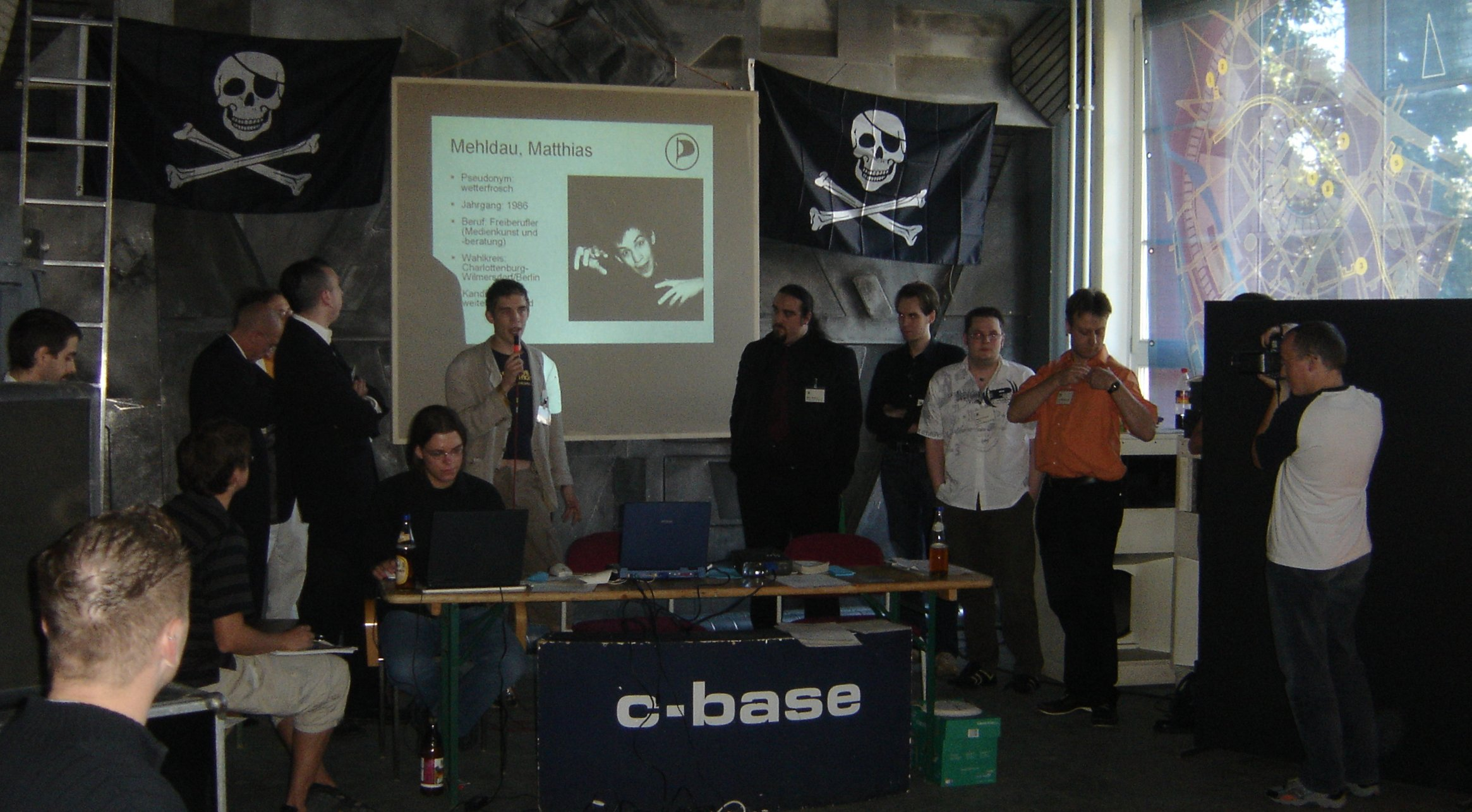
Gründungsversammlung 2006 (Vorstellung der Vorstandskandidaten)

Nach den ersten Erfolgen der schwedischen Piratenpartei und der Gründung der Piratenpartei Österreichs fanden sich im Internet über das textbasierte Chatsystem IRC Interessierte zusammen und arbeiteten Satzung und Parteiprogramm aus. Danach gab es am 12.–13. August 2006 ein Vorbereitungstreffen zur Parteigründung in Darmstadt. Die offizielle Gründungsversammlung fand am 10. September 2006 mit 53 Teilnehmern in der Berliner c-base statt. Am 18. April 2009 gründeten sich die JuPis in Wiesbaden. Der Jugendverband ist seit dem Bundesparteitag vom 15. bis 16. Mai 2010 in Bingen am Rhein offizielle Jugendorganisation. Der erste Landesverband wurde am 30. Dezember 2006 in Berlin gegründet, der letzte am 28. Juni 2009 in Thüringen.

### Wahlen

#### Erste Teilnahme an Wahlen von 2008 bis Mitte 2009
Am 27. Januar 2008 nahm die deutsche Piratenpartei erstmals an einer Wahl, der Landtagswahl in Hessen, teil und erhielt 6962 gültige Stimmen (0,3 %). Bei der Landtagswahl in Hessen 2009 steigerte sie sich im Vergleich zur Wahl im Vorjahr auf 13.796 Stimmen, was 0,5 % der Stimmen entsprach. Durch den Übertritt von Jens Knoblich, Stadtverordneter von Strausberg, war die Piratenpartei im Januar 2009 erstmals in einem Kommunalparlament vertreten.
Bei den Kommunalwahlen in Nordrhein-Westfalen 2009 erlangte sie jeweils einen Sitz in den Stadträten von Aachen und Münster.
2009 trat die Piratenpartei auch erstmals zur Europawahl an und konnte 0,9 % der Stimmen auf sich vereinigen. Die Spitzenkandidatur wurde von Andreas Popp übernommen.

#### Bundestagswahl 2009 und Entwicklung bis Mitte 2011
Mit der Bundestagswahl im September 2009 trat die Piratenpartei in eine Phase ein, in der sie für etwa zwei Jahre bei Wahlen oberhalb der kommunalen Ebene meist Ergebnisse um 2 % errang. Bei der Bundestagswahl 2009 trat die Partei in allen Bundesländern außer Sachsen – hier wollte man sich nach Angaben des Landesverbandes auf die kurz vorher stattfindende Landtagswahl konzentrieren – an. Sie erreichte 2,0 % der Zweitstimmen. Spitzenkandidat war, ebenso wie bei der Europawahl, Andreas Popp. Als erste Hochburgen zeigten sich vor allem Universitätsstädte, besonders im Osten Deutschlands. Beispielsweise erreichte die Partei in Ilmenau 6,1 % und in Jena 4,8 % der Zweitstimmen. Für ihre politische Kampagne wurde die Partei am 25. November 2009 mit dem Politikaward der Zeitschrift Politik & Kommunikation in der Sonderkategorie „Kampagnen von politischen Institutionen“ ausgezeichnet.
Durch den Parteiübertritt von Jörg Tauss, dem ehemaligen Mitglied der SPD, saß vom 20. Juni 2009 bis zum Ende der 16. Wahlperiode im Oktober 2009 ein Parteimitglied als fraktionsloser Abgeordneter im Deutschen Bundestag.
Bei den Bezirksversammlungswahlen in Hamburg 2011 erreichte die Piratenpartei zwei Sitze im Bezirk Hamburg-Mitte und über ein Wahlkreismandat mit 2,9 % einen Sitz in der Bezirksversammlung in Bergedorf. Bis Ende Februar 2011 erhöhte sich deutschlandweit die Anzahl kommunaler Mandate der Piratenpartei auf 15 Sitze. Acht Sitze wurden in Wahlen mit Ergebnissen zwischen 1,6 % und 4,7 % errungen, sieben Mandate waren durch Übertritte zustande gekommen.
Bei den Kommunalwahlen in Hessen 2011 konnte die Partei 31 Mandate erlangen, davon 23 in Kreisen und kreisfreien Städten. Bei der Landtagswahl in Baden-Württemberg 2011 erreichte die Partei 2,1 %. Das beste Ergebnis erzielte sie mit 3,6 % der Stimmen im Wahlkreis Karlsruhe I. In Mecklenburg-Vorpommern erreichten die Piraten im Landkreis Vorpommern-Greifswald bei den Kommunalwahlen 2011 mit 1,5 % der abgegebenen Stimmen das einzige Mandat in diesem Bundesland. Bei der parallel abgehaltenen Landtagswahl konnte die Partei 1,9 % der abgegebenen Stimmen auf sich vereinen. Bei den Kommunalwahlen in Niedersachsen 2011 erreichte die Piratenpartei 59 Mandate, darunter 10 Mandate in den Stadträten der sechs größten Städte Hannover (2), Braunschweig (2), Osnabrück (1), Oldenburg (1), Wolfsburg (2) und Göttingen (2).

#### 2011/2012
Nachdem die Piratenpartei etwa zwei Jahre lang in Bereichen von etwa 2 % gelegen hatte, folgte in den acht Monaten von September 2011 bis Mai 2012 eine Erfolgsserie mit Ergebnissen von jeweils um 8 %, mit denen die Piratenpartei in vier Landesparlamente einziehen konnte: Berlin, Saarland, Schleswig-Holstein und zuletzt Nordrhein-Westfalen.
Bei der Wahl zum Abgeordnetenhaus von Berlin 2011 am 18. September 2011 überwand die Piratenpartei mit 8,9 % deutlich die Fünf-Prozent-Hürde und zog mit 15 Abgeordneten in das Landesparlament ein. Spitzenkandidat war Andreas Baum. Am 27. September 2011 wurde er zum Fraktionsvorsitzenden gewählt. Neben dem Abgeordnetenhaus zogen die Piraten auch in alle zwölf Bezirksverordnetenversammlungen Berlins in Fraktionsstärke ein. In fünf Bezirken erlangten sie mehr Sitze, als sie besetzen konnten.
Bei der Landtagswahl im Saarland am 25. März 2012 erlangte die Piratenpartei 7,4 % der Stimmen und damit vier der 51 Sitze des Saarländischen Landtags. Anfang Mai trat der bis dahin parteilose Bürgermeister der Gemeinde Eixen, André Bonitz, in die Piratenpartei ein, wodurch die Partei erstmals einen Bürgermeister stellt.
Bei der Landtagswahl in Schleswig-Holstein am 6. Mai erreichte die Piratenpartei ein Ergebnis von 8,2 % und damit sechs der 69 Sitze im Schleswig-Holsteinischen Landtag. Eine Woche später bekam die Partei bei der Landtagswahl in Nordrhein-Westfalen 7,8 % der Wählerstimmen und stellt damit 20 der 237 Mandate im Landtag von Nordrhein-Westfalen.
In der „Sonntagsfrage“ zur Bundestagswahl erreichten die Piraten im Frühjahr und Sommer 2012 teilweise Werte über 10 % und waren damit gleichauf mit den Grünen und deutlich vor FDP und LINKEN. Ab Herbst 2012 fiel sie jedoch wieder unter die 5-Prozent-Hürde.

#### 2013

Zweitstimmenanteil der Piratenpartei Deutschland bei der Bundestagswahl 2013 nach Wahlkreisen

Bei der Landtagswahl am 20. Januar 2013 in Niedersachsen erreichte die Piratenpartei 2,1 % der Zweitstimmen, womit sie an der Fünf-Prozent-Hürde scheiterte. Acht Monate später erzielte sie ähnliche Ergebnisse bei der Bundestagswahl 2013 mit 2,2 % sowie bei der Landtagswahl in Hessen 2013 und der Landtagswahl in Bayern 2013 mit 1,9 % bzw. 2,0 %. Bei den gleichzeitigen Bezirkstagswahlen in Bayern gewann sie vier Mandate in drei Bezirken.

#### 2014
Bei den Kommunalwahlen in Bayern 2014 trat die Partei nur punktuell an und gewann je ein Mandat in den kreisfreien Städten München, Nürnberg und Regensburg, vier weitere Stadtrats- sowie ein Gemeinderatsmandat. Auf einer gemeinsamen Liste mit ÖDP und Linken wurde ein Kreistagsmandat im Kreis Main-Spessart erreicht.
Bei der Europawahl 2014 gelang ihr mit 1,4 % der Einzug von Felix Reda in das Europaparlament, der sich dort der Fraktion Grüne/EFA anschloss.
Bei den im Mai gleichzeitig stattfindenden Kommunalwahlen in Nordrhein-Westfalen erreichten die Piraten 56 Sitze in den Räten aller kreisfreien Städte und vielen Kreistagen, 25 Mandate in Bezirksvertretungen kreisfreier Städte und 48 Sitze in Räten kreisangehöriger Gemeinden. Neben Fraktionen der Piraten allein wurden mit der FDP, den Freien Wählern, der Linken, der PARTEI und der ÖDP Fraktionen gebildet. Dadurch sind sie nun auch mit Fraktionen im Ruhrparlament und – gemeinsam mit den Freien Wählern – in der Landschaftsversammlung Rheinland sowie als Gruppe in der Landschaftsversammlung Westfalen-Lippe vertreten. Auch im Regionalrat Köln konnte ein Sitz errungen werden.
Bei den drei Landtagswahlen im Spätsommer 2014 scheiterte die Partei in allen drei Bundesländern klar an der Fünf-Prozent-Hürde. Aufgrund des geringen Stimmenanteils in den vorherigen Wahlen wurde die Piratenpartei in der Berichterstattung kaum noch erwähnt und als eine der „sonstigen Parteien“ behandelt.

#### 2016
Bei der Wahl zum Abgeordnetenhaus Berlin am 18. September 2016 verfehlte die Partei den Wiedereinzug deutlich mit unter 2 % der Stimmen. Ein Großteil ihrer einstigen Wähler wendete sich anderen Parteien zu, insbesondere der Partei Die Linke (22.000), der AfD (12.000) sowie den Grünen (11.000) oder wanderte ins Lager der Nichtwähler (18.000) ab.

#### 2017
Für die Wahl des 12. Bundespräsidenten der Bundesrepublik Deutschland nominierten die Piraten erstmals einen Kandidaten. Sie schlugen zusammen mit der PARTEI Engelbert Sonneborn, den Vater des Satirikers und Europa-Abgeordneten Martin Sonneborn, vor. Bei der Landtagswahl im Saarland 2017 erlitt die Piratenpartei einen hohen Verlust und fiel auf 0,7 %. Bei der Landtagswahl in Nordrhein-Westfalen 2017 fiel die Partei auf 1,0 % der Stimmen zurück und schied damit aus dem letzten Landtag aus, in dem sie noch vertreten war. Bei der Bundestagswahl 2017 erreichte die Partei 0,4 %.

#### 2019

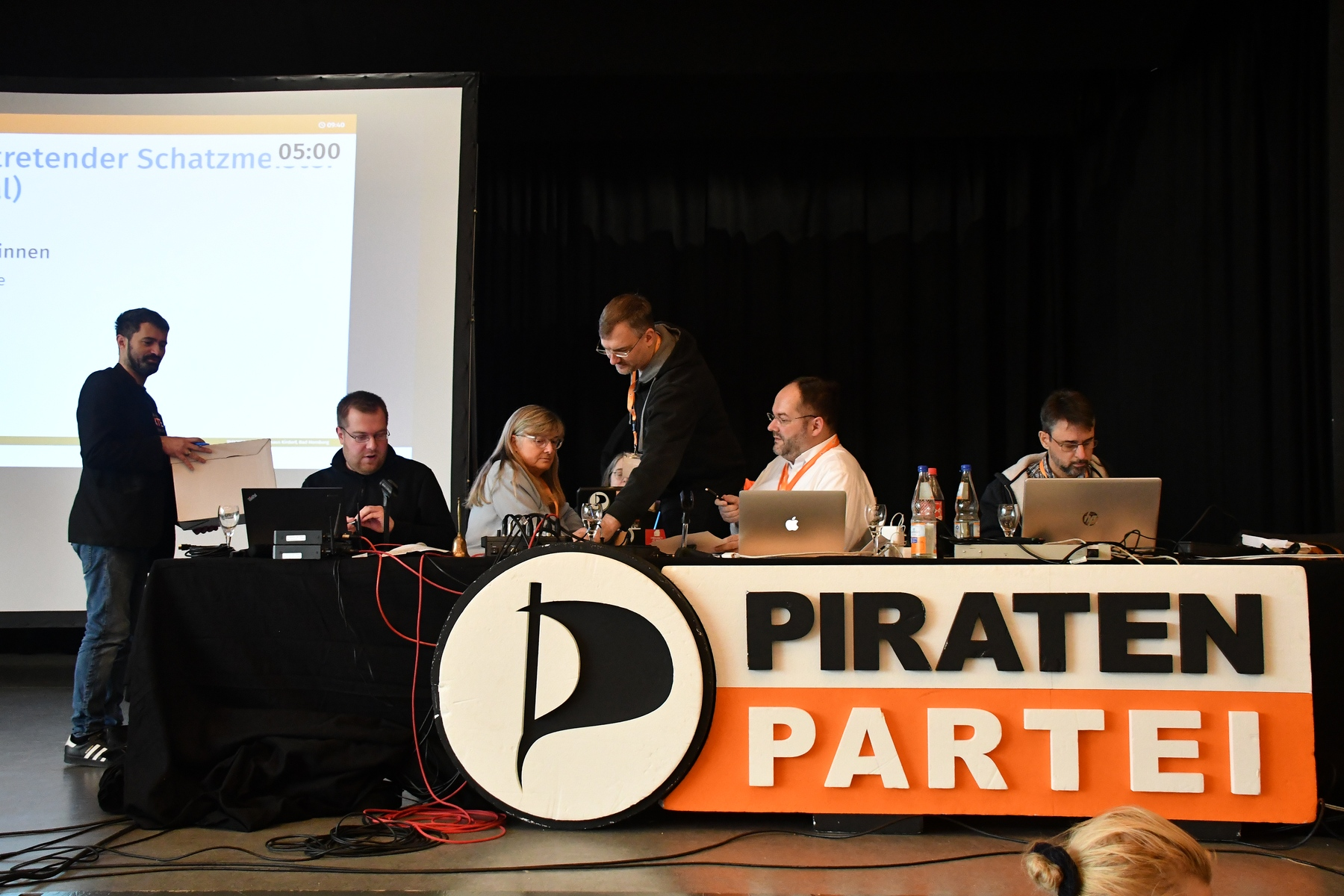
Bundesparteitag Piratenpartei 2019

Bei der Europawahl 2019 erreichte die Partei 0,7 % und zog mit Patrick Breyer erneut ins Europaparlament ein. Ebenso verteidigte sie ihr Mandat in der Bremerhavener Stadtverordnetenversammlung. Bei den Kommunalwahlen in Baden-Württemberg 2019 konnte sie unter anderem in Stuttgart, Lörrach, Göppingen und Ulm Mandate gewinnen. Im Landkreis Nordwestmecklenburg konnte die Partei ihr Kommunalwahlergebnis bei 1,4 % stabilisieren und bildet seither eine gemeinsame Fraktion mit der FDP. Mit knapp über 8 % bei der Gemeinderatswahl in Welzheim erzielte die Partei ihr stärkstes Ergebnis bei einer Gemeinderatswahl in den letzten Jahren. Es wird noch übertroffen durch das Ergebnis von 38,6 % bei der Ortsratswahl in Merchingen (Stadt Merzig).

#### 2021
Bei der Bundestagswahl 2021 erhielt die Partei 0,4 % der Stimmen.

#### 2024
Bei der Europawahl 2024 erhielt die Partei 0,47 % der Stimmen und verlor damit ihren bisherigen Sitz im Europaparlament und aufgrund des Ergebnisses zugleich die Berechtigung zur Teilnahme an der staatlichen Parteienfinanzierung, so dass sie zukünftig keine Wahlkampfkostenerstattung mehr erhalten wird.

#### 2025
Bei der vorgezogenen Bundestagswahl 2025 trat die Partei nur in Niedersachsen, Sachsen und dem Saarland an und erreichte bundesweit 0,0 Prozent der Stimmen.

#### Wahlergebnisse

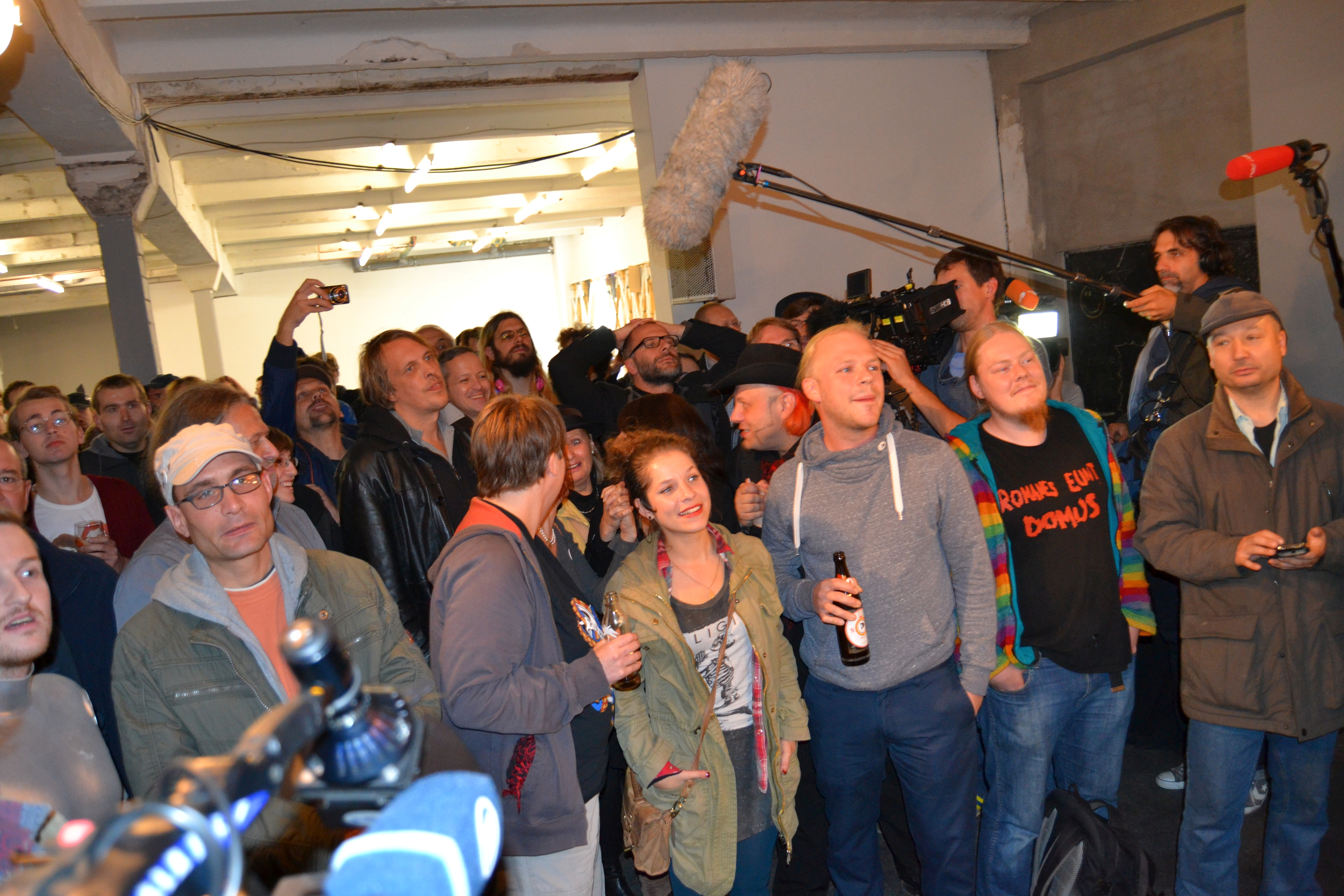
Wahlparty zur Bundestagswahl 2013 in Berlin.

| Jahr | Bundes- tag | Landesparlamente | Landesparlamente | Landesparlamente | Landesparlamente | Landesparlamente | Landesparlamente | Landesparlamente | Landesparlamente | Landesparlamente | Landesparlamente | Landesparlamente | Landesparlamente | Landesparlamente | Landesparlamente | Landesparlamente | Landesparlamente | Europa- parlament |
| Jahr | Bundes- tag | BW               | BY               | BE               | BB               | HB               | HH               | HE               | MV               | NI               | NW               | RP               | SL               | SN               | ST               | SH               | TH               | Europa- parlament |
| --- | ----------- | ---------------- | ---------------- | ---------------- | ---------------- | ---------------- | ---------------- | ---------------- | ---------------- | ---------------- | ---------------- | ---------------- | ---------------- | ---------------- | ---------------- | ---------------- | ---------------- | ----------------- |
| 2008 |             |                  | n. a.            |                  |                  |                  | 0,2              | 0,3              |                  | n. a.            |                  |                  |                  |                  |                  |                  |                  |                   |
| 2009 | 2,0         |                  |                  |                  | n. a.            |                  |                  | 0,5              |                  |                  |                  |                  | n. a.            | 1,9              |                  | 1,8              | n. a.            | 0,9               |
| 2010 |             |                  |                  |                  |                  |                  |                  |                  |                  |                  | 1,6              |                  |                  |                  |                  |                  |                  |                   |
| 2011 |             | 2,1              |                  | 8,9              |                  | 1,9              | 2,1              |                  | 1,9              |                  |                  | 1,6              |                  |                  | 1,4              |                  |                  |                   |
| 2012 |             |                  |                  |                  |                  |                  |                  |                  |                  |                  | 7,8              |                  | 7,4              |                  |                  | 8,2              |                  |                   |
| 2013 | 2,2         |                  | 2,0              |                  |                  |                  |                  | 1,9              |                  | 2,1              |                  |                  |                  |                  |                  |                  |                  |                   |
| 2014 |             |                  |                  |                  | 1,5              |                  |                  |                  |                  |                  |                  |                  |                  | 1,1              |                  |                  | 1,0              | 1,4               |
| 2015 |             |                  |                  |                  |                  | 1,5              | 1,6              |                  |                  |                  |                  |                  |                  |                  |                  |                  |                  |                   |
| 2016 |             | 0,4              |                  | 1,7              |                  |                  |                  |                  | 0,5              |                  |                  | 0,8              |                  |                  | n. a.            |                  |                  |                   |
| 2017 | 0,4         |                  |                  |                  |                  |                  |                  |                  |                  | 0,2              | 1,0              |                  | 0,7              |                  |                  | 1,2              |                  |                   |
| 2018 |             |                  | 0,4              |                  |                  |                  |                  | 0,4              |                  |                  |                  |                  |                  |                  |                  |                  |                  |                   |
| 2019 |             |                  |                  |                  | 0,7              | 1,0              |                  |                  |                  |                  |                  |                  |                  | 0,3              |                  |                  | 0,4              | 0,7               |
| 2020 |             |                  |                  |                  |                  |                  | 0,5              |                  |                  |                  |                  |                  |                  |                  |                  |                  |                  |                   |
| 2021 | 0,4         | 0,1              |                  | 0,4              |                  |                  |                  |                  | 0,4              |                  |                  | 0,5              |                  |                  | 0,4              |                  |                  |                   |
| 2022 |             |                  |                  |                  |                  |                  |                  |                  |                  | 0,4              | 0,3              |                  | 0,3              |                  |                  | 0,3              |                  |                   |
| 2023 |             |                  | n. a.            | 0,3              |                  | 0,2              |                  | 0,3              |                  |                  |                  |                  |                  |                  |                  |                  |                  |                   |
| 2024 |             |                  |                  |                  | 0,9*¹            |                  |                  |                  |                  |                  |                  |                  |                  | 0,3              |                  |                  | 0,3              | 0,5               |
| 2025 | 0,0         |                  |                  |                  |                  |                  | n. a.            |                  |                  |                  |                  |                  |                  |                  |                  |                  |                  |                   |
| Legende: orange – Einzug ins Parlament; kursive Schrift – bestes Wahlergebnis; n. a. – nicht angetreten; *¹ – angetreten als Teil von Plus Brandenburg; Wahlergebnisse in Prozent |             |                  |                  |                  |                  |                  |                  |                  |                  |                  |                  |                  |                  |                  |                  |                  |                  |                   |

### Parteitage der Piraten seit 2006
| Nr.                                     | Datum                         | Ort                       |
| --------------------------------------- | ----------------------------- | ------------------------- |
| Gründungsparteitag                      | 10. September 2006            | Berlin                    |
| 1. Bundesparteitag                      | 19./20. Mai 2007              | Stockheim                 |
| 2. Bundesparteitag                      | 17./18. Mai 2008              | Hannover                  |
| 3. Bundesparteitag                      | 3.–5. Oktober 2008            | Bielefeld                 |
| 4. Bundesparteitag                      | 4./5. Juli 2009               | Hamburg                   |
| 5. Bundesparteitag                      | 15./16. Mai 2010              | Bingen am Rhein           |
| 6. Bundesparteitag                      | 20./21. November 2010         | Chemnitz                  |
| 7. Bundesparteitag                      | 14./15. Mai 2011              | Heidenheim an der Brenz   |
| 8. Bundesparteitag                      | 3./4. Dezember 2011           | Offenbach am Main         |
| 9. Bundesparteitag                      | 28./29. April 2012            | Neumünster                |
| 10. Bundesparteitag                     | 24./25. November 2012         | Bochum                    |
| 11. Bundesparteitag                     | 10.–12. Mai 2013              | Neumarkt in der Oberpfalz |
| 12. Bundesparteitag                     | 30. November/1. Dezember 2013 | Bremen                    |
| 13. Bundesparteitag                     | 4./5. Januar 2014             | Bochum                    |
| 14. (außerordentlicher) Bundesparteitag | 28./29. Juni 2014             | Halle (Saale)             |
| 15. Bundesparteitag                     | 25./26. Juli 2015             | Würzburg                  |
| 16. Bundesparteitag                     | 20./21. Februar 2016          | Lampertheim               |
| 17. Bundesparteitag                     | 27./28. August 2016           | Wolfenbüttel              |
| 18. Bundesparteitag                     | 25./26. März 2017             | Düsseldorf                |
| 19. Bundesparteitag                     | 21./22. Oktober 2017          | Regensburg                |
| 20. Bundesparteitag                     | 9./10. Juni 2018              | Sömmerda                  |
| 21. Bundesparteitag                     | 17./18. November 2018         | Düsseldorf                |
| 22. Bundesparteitag                     | 16./17. März 2019             | Nürnberg                  |
| 23. Bundesparteitag                     | 9./10. November 2019          | Bad Homburg vor der Höhe  |
| 24. Bundesparteitag                     | 8.–29. Mai 2021               | Online                    |
| 25. Bundesparteitag                     | 11./12. Juni 2022             | Bad Homburg vor der Höhe  |
| 26. Bundesparteitag                     | 24./25. Juni 2023             | Magdeburg                 |
| 27. Bundesparteitag                     | 2./3. Dezember 2023           | Hamburg                   |
| 28. Bundesparteitag                     | 14./15. September 2024        | Nürnberg                  |

## Prominente Mitglieder

### Aktuelle Mitglieder

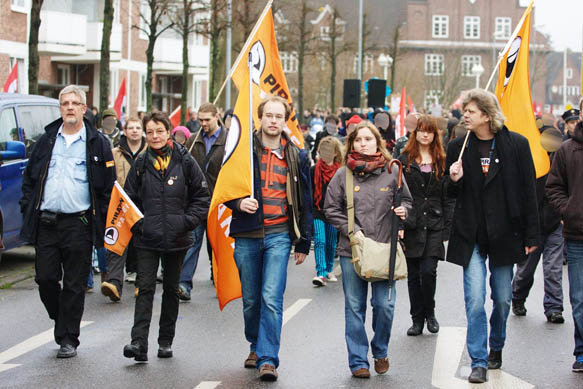
Angelika Beer (2. von links) als Teilnehmerin einer von den Piraten unterstützten Antifa-Demo in Husum (2009)

- Angelika Beer (* 1957), ehemalige Parteivorsitzende von Bündnis 90/Die Grünen, ehemals Mitglied des Deutschen Bundestages und des Europäischen Parlaments; Austritt aus Bündnis 90/Die Grünen am 28. März 2009, Beitritt zur Piratenpartei im November 2009

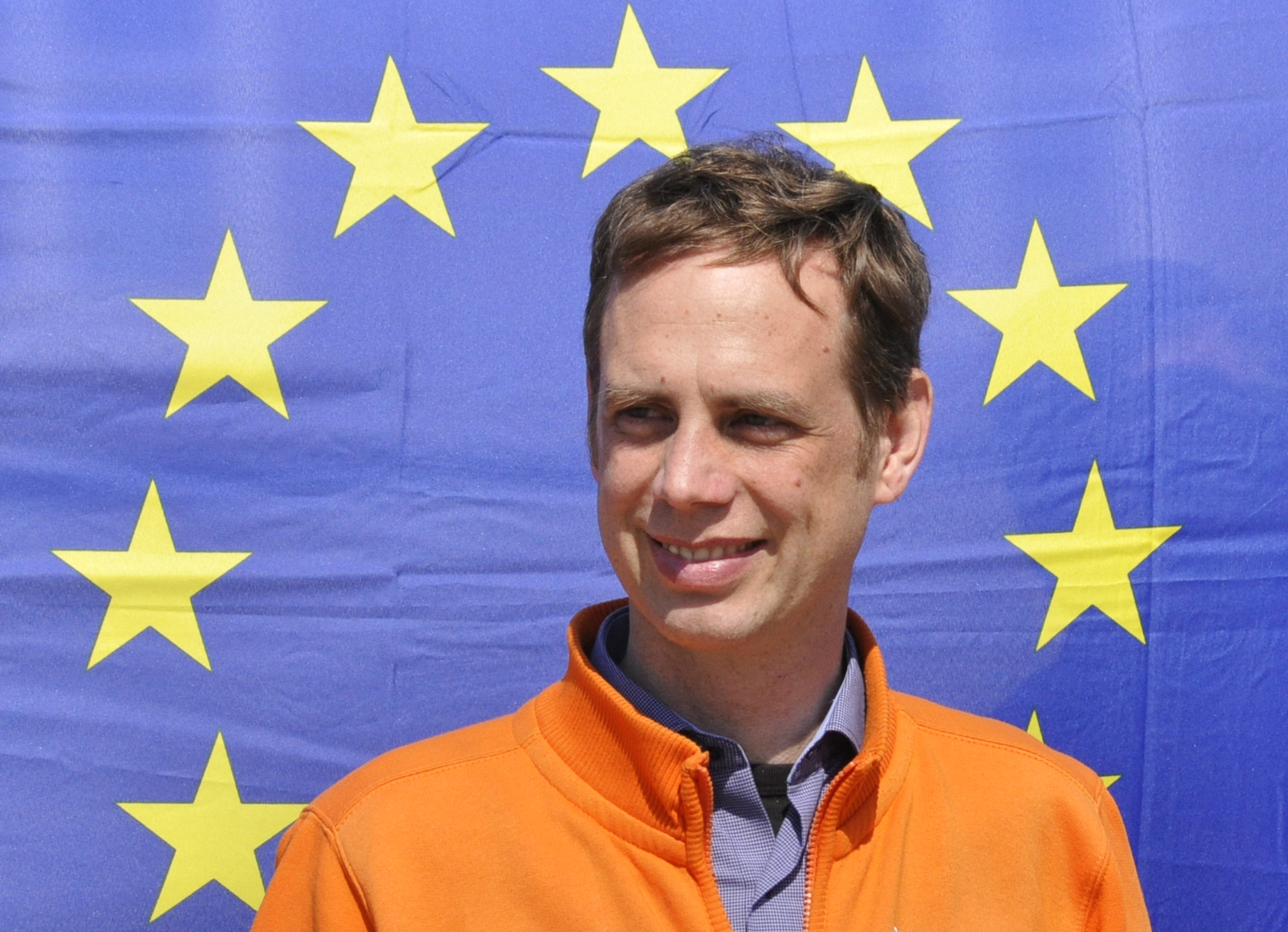
Patrick Breyer, ehemaliger Europaabgeordneter der Piratenpartei

- Patrick Breyer (* 1977), ehemaliger Europaabgeordneter und ehemaliger Landtagsabgeordneter aus Schleswig-Holstein
- Martin Haase (* 1962), Linguistik-Professor, Vorstandsmitglied im Chaos Computer Club, Direktor des Deutschen Esperanto-Instituts[240]
- Martin Heidingsfelder (* 1965), ehemaliger American-Football-Spieler und Mitgründer des VroniPlag Wikis
- Bruno Kramm (* 1967), deutscher Musiker und Produzent
- Mikuláš Peksa (* 1986), tschechischer Politiker, ehemaliger Abgeordneter im tschechischen Parlament und ehemaliger Abgeordneter des Europäischen Parlaments für die Česká pirátská strana, daneben auch Mitglied in der Piratenpartei Deutschland[241]
- Lothar Schnitzler (* 1947), von 2009 bis 2012 Mitglied des Landtages des Saarlandes für die Partei Die Linke sowie ehemaliges Mitglied im Stadtrat von Saarbrücken, trat 2019 der Piratenpartei bei.

### Verstorbene Mitglieder
- Gerwald Claus-Brunner (1972–2016), ehemaliges Mitglied des Berliner Abgeordnetenhauses, für die Tötung eines ehemaligen Mitarbeiters verantwortlich
- Herbert Rusche (1952–2024), Gründungsmitglied der Bundespartei Die Grünen, von 1985 bis 1987 Mitglied des Deutschen Bundestages, verließ 2001 Bündnis 90/Die Grünen. Am 24. August 2009 trat er der Piratenpartei bei.

### Ausgetretene Mitglieder
- Uwe Bastian (1957–2024), Soziologe und Publizist, Austritt im Januar 2015[242]
- Andreas Baum (* 1978), ehemaliges Mitglied des Berliner Abgeordnetenhauses, Austritt im September 2015
- Maurice Conrad (* 2000), deutscher Klimaschutz-Aktivist und Politiker der Piratenpartei, Initiator der Fridays-for-Future-Bewegung in Mainz, Austritt Mai 2020, Spitzenkandidat der Klimaliste RLP 2021
- Martin Delius (* 1984), ehemaliger Vorsitzender der Piratenfraktion im Berliner Abgeordnetenhaus, Austritt im Dezember 2015, trat im September 2016 der Partei Die Linke bei.
- Anke Domscheit-Berg (* 1968), Unternehmensberaterin, Austritt im September 2014[243], für die Linke im Bundestag, seit 2021 Mitglied der Partei Die Linke[244]
- Daniel Domscheit-Berg (* 1978), Netzaktivist, Austritt September 2014
- Anne Helm (* 1986), Schauspielerin und Synchronsprecherin, Austritt im September 2014[245], Wechsel zur Partei Die Linke
- Heiko Herberg (* 1987), ehemaliges Mitglied des Berliner Abgeordnetenhauses, Austritt Anfang 2015, Eintritt in die SPD im März 2016
- Dirk Hillbrecht (* 1972), Bundesvorsitzender 2008–2009, Gründungsmitglied Landesverband Niedersachsen, Austritt im August 2017
- Oliver Höfinghoff (* 1977), ehemaliges Mitglied des Berliner Abgeordnetenhauses, Austritt im September 2014[245], Wechsel zur Partei Die Linke
- Martin Kliehm (* 1968), ehemaliger Stadtverordneter in Frankfurt am Main, Austritt im September 2014, Wechsel zur Partei Die Linke
- Christopher Lauer (* 1984), ehemaliges Mitglied des Berliner Abgeordnetenhauses, Austritt im September 2014[245], von 2016 bis 2019 Mitglied der SPD, seit 2020 Mitglied von Bündnis 90/Die Grünen[246]
- Pavel Mayer (* 1965), ehemaliges Mitglied des Berliner Abgeordnetenhauses, Austritt im Oktober 2015
- Sebastian Nerz (* 1983), Bundesvorsitzender 2011–2012, Austritt im Februar 2014, Wechsel zur FDP
- Michael Neyses (* 1968), ehemaliges Mitglied des Landtages des Saarlandes, Austritt im Januar 2015 und Wechsel zu Bündnis 90/Die Grünen Saarland
- Katharina Nocun (* 1986), ehemalige politische Geschäftsführerin, Austritt im Oktober 2016
- Joachim Paul (* 1957), ehemaliges Mitglied des Landtages von Nordrhein-Westfalen, Austritt im Dezember 2018
- Felix Reda (* 1986), ehemaliger Europaabgeordneter, Austritt im März 2019
- Hanns-Jörg Rohwedder (* 1957), ehemaliges Mitglied des Landtages von Nordrhein-Westfalen von Juni 2012 bis Mai 2017, Austritt im Dezember 2017
- Carsten Sawosch (* 1968), Bundesvorsitzender 2017–2018, Austritt im Juli 2019, Wechsel zur SPD
- Patrick Schiffer (* 1973), Bundesvorsitzender 2016–2017, Austritt Januar 2018, Wechsel zu den Grünen
- Bernd Schlömer (* 1971), ehemaliger Bundesvorsitzender, Wechsel zur FDP im Oktober 2015
- Julia Schramm (* 1985), Autorin, Beisitzerin im Bundesvorstand 2012, Austritt im Januar 2016, Wechsel zur Partei Die Linke
- Daniel Schwerd (* 1966), ehemaliges Mitglied des Landtages von Nordrhein-Westfalen, Austritt im Oktober 2015, Wechsel zur Partei Die Linke
- Robert Stein (* 1979), ehemaliges Mitglied des Landtages von Nordrhein-Westfalen, Austritt im Februar 2014, Wechsel zur CDU
- Jörg Tauss (* 1953), von 1994 bis 2009 Mitglied des Deutschen Bundestages, SPD-Mitglied bis 2009. Wenig später wurde er Pirat. Nach seiner Verurteilung trat er am 30. Mai 2010 aus, um die Partei nicht zu belasten[247], seine Wiederaufnahme wurde im Oktober 2011 abgelehnt.
- Udo Vetter (* 1964), Fachanwalt für Strafrecht, Austritt 2014[248]
- Gerd Rainer Weber (* 1966), saarländischer Landesvorsitzender 2014–2017, Austritt im April 2017, Wechsel zur SPD[249]
- Marina Weisband (* 1987), ehemalige politische Geschäftsführerin, Austritt 2015[250], Wechsel zu den Grünen
- Simon Weiß (* 1985), ehemaliges Mitglied des Berliner Abgeordnetenhauses, Austritt im September 2014[251], Wechsel zur Partei Die Linke
- Susanne Wiest (* 1967), Grundeinkommensaktivistin aus Greifswald
- Thorsten Wirth (* 1968), Bundesvorsitzender 2013–2014, Austritt im Sommer 2014[252]